# Nationale Volksarmee
Die Nationale Volksarmee (NVA) umfasste von 1956 bis 1990 als Streitkräfte der Deutschen Demokratischen Republik (DDR) die dem Ministerium für Nationale Verteidigung (MfNV) unterstehenden militärischen Formationen und Einrichtungen der Bewaffneten Organe der DDR sowie des (militärischen) Ersatzwesens in der DDR.

## Geschichte der Streitkräfte

### Vorgeschichte zum äußeren Schutz
Die offenen Fragen der deutschen Staatlichkeit und Außengrenzen nach Kriegsende 1945 sowie der Demarkationslinien zwischen den Besatzungszonen machte Festlegungen der Alliierten zum Schutz an den Außen- und Binnengrenzen durch Truppen der Siegermächte notwendig.
An den territorialen Abgrenzungslinien der Sowjetischen Besatzungszone (SBZ) stand die Rote Armee, die zu ihrer Unterstützung 1945 einzelne deutsche Polizisten heranzog. Im Sommer 1945 waren auch in der Sowjetischen Besatzungszone neue Polizeiorgane in den einzelnen Ländern geschaffen worden. Ende 1946 umfassten diese etwa 40.000 Polizeiangehörige.
Die ursprünglich administrative Abgrenzung der Militärverwaltungsbereiche der Alliierten an der Demarkationslinie zur SBZ erhielt Anfang 1947 durch den Zusammenschluss der amerikanischen und britischen Besatzungszonen zur Bizone eine neue, politische Bedeutung. Sie wurde in den Augen der SMAD als ein erster Schritt zu einer separaten deutschen (Teil-)Staatsbildung gedeutet und gab einen zusätzlichen Auftrieb zur Zentralisierung länderübergreifender deutscher Verwaltungsorgane in der SBZ.
1948 wurde in der SBZ die Deutsche Verwaltung des Innern (DVdI) geschaffen. Ab Mitte 1948 wurden weitere aufgestellte Volkspolizei-Formationen an die Hauptverwaltung Ausbildung (HVA) dieser zentralen Institution gebunden.

### Folgen der beiden deutschen Staatsgründungen (1949–1952)
Vom Mai bis September 1949 war die Konstituierung der Bundesrepublik Deutschland vollzogen worden. Nach Gründung der Deutschen Demokratischen Republik (DDR) zum 7. Oktober 1949 erfolgten zunächst keine wesentlichen Veränderungen bei den Bewaffneten Organen. Durch die Staatsgründungen war die Demarkationslinie objektiv zur „Staatsgrenze“ im völkerrechtlichen Sinn geworden, unabhängig von Anerkennung oder Nichtanerkennung. Die Kräfte der Hauptverwaltung Ausbildung wurden zum Vorläufer regulärer Streitkräfte in der DDR.
Im Juni 1950 wurde die Hauptverwaltung der Seepolizei (HVS) gebildet, aus der die Seestreitkräfte in der DDR hervorgingen.

### Entstehung der DDR-Streitkräfte
Die NVA-Gründung 1956 war das Ergebnis einer Entwicklung seit 1948, die am 10. Juli 1952 mit der Proklamation „eigener starker nationaler Streitkräfte“ durch den Präsidenten der DDR, Wilhelm Pieck, fortgesetzt wurde. Mit der Schaffung regulärer Streitkräfte sollte gewartet werden, solange die Bundesrepublik über keine formierte Armee verfügt und keinem Militärbündnis angehört.
Im weiteren Zeitverlauf wurden demzufolge aus den Formationen der Hauptverwaltung Ausbildung die Kasernierte Volkspolizei (KVP) sowie die Grundstrukturen einer Militärorganisation aufgebaut.
Bereits die Schaffung und Formierung der Infanterieverbände und mechanisierten Verbände der Kasernierten Volkspolizei (KVP) der DDR Anfang der 1950er Jahre wurde in der DDR frühzeitig das sowjetische Prinzip der dualen militärischen Führungsfunktion im Territorium installiert und in der KVP-Nachfolge beibehalten. Das bedeutete, dass der Auftrag zur operativen „Feldführung“ der KVP-Formationen und die militäradministrative „Territoriale Verwaltung“ für das Ersatzwesen unter einheitlichem Kommando vollzogen wurden. Erst in (zu) bestimmenden Anlassfällen wäre die funktionelle und strukturelle Trennung möglich gewesen.
Die maßgebliche Forderung aus der Sowjetunion nach originären DDR-Streitkräften bekam erst Öffentlichkeit, nachdem im November 1955 in der Bundesrepublik Deutschland die Bundeswehr geschaffen wurde. Die Territorialverwaltungen der KVP führten de facto bereits im Spätherbst 1955 die Vorbereitungen zur Umwandlung der KVP in reguläre Streitkräfte der DDR.

### Gründung der NVA
Die Gründung der NVA erfolgte am 18. Januar 1956 per Gesetz (zeitlich nach der Bundeswehr). Die Aufstellung erfolgte in mehreren Etappen, wobei bis zum 1. März 1956 die Stäbe und Verwaltungen einsatzfähig sein sollten. Bis kurz nach dem Mauerbau 1961 war die NVA im betonten Gegensatz zur Bundeswehr eine Freiwilligenarmee. Ideologisch verstand sich die Führung der neuen Armee trotz Übernahme einiger äußerer Strukturelemente von der Wehrmacht nicht in der Tradition des preußisch-deutschen Militarismus.

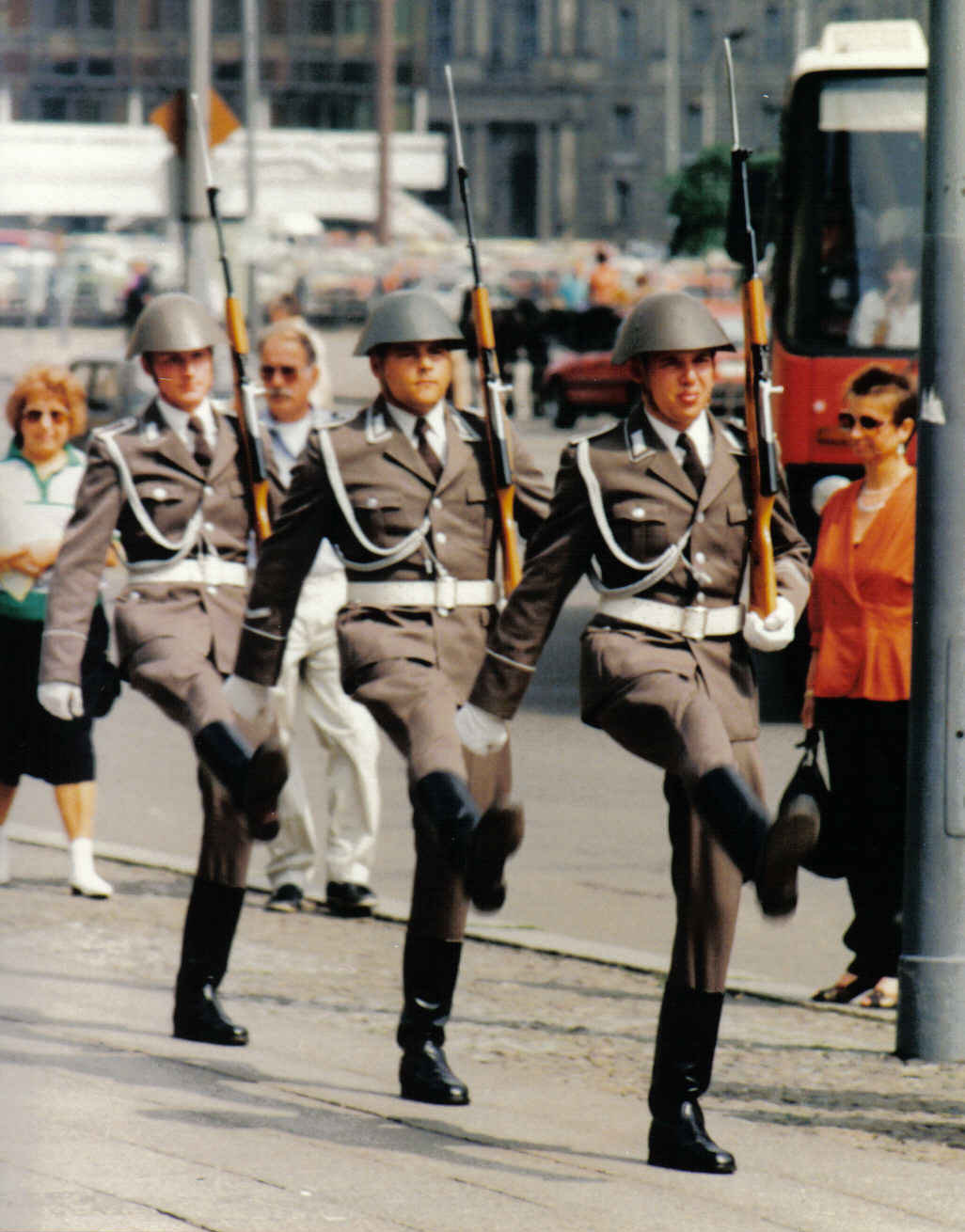
Ehrenwache des Wachregiments Friedrich Engels der NVA 1990

Von den 3 Möglichkeiten der Neubildung einer militärischen Elite: 1) man greift auf die alte Elite zurück; 2) man bildet eine neue Elite ohne Berücksichtigung der alten; 3) man kombiniert beide Formen, versuchte die DDR den zweiten Weg zu gehen. So wurde nur im geringen Maße auf ehemalige Angehörige der Wehrmacht zurückgegriffen. Sie kamen meist aus sowjetischer Kriegsgefangenschaft und waren dort bei antifaschistischen Frontschulen ideologisch vorgebildet und ausgewählt worden. Der bekannteste ehemalige Wehrmachtsgeneral, der auch in der NVA diente, war Vincenz Müller, der sich nach seiner Entlassung 1961 das Leben nahm.
Mit Stichtag 1. Januar 1958 waren im 20.399 Mann starken Bestand der NVA etwa 2.600 ehemalige Mannschafts- und etwa 1.600 Unteroffiziersdienstgrade sowie 400 Offiziere – insgesamt an die 23 Prozent – ehemalige Wehrmachtsangehörige. Die ehemaligen Offiziere wurden vorwiegend im Ministerium, an Schulen und in Kommandostellen der Teilstreitkräfte und Militärbezirke eingesetzt. Von den 82 höheren Kommandoposten in der Armee waren 61 von ehemaligen Wehrmachtsangehörigen besetzt. Auf Beschluss des Politbüros der SED vom 15. Februar 1957 wurden jedoch fast alle ehemaligen Wehrmachtsoffiziere bis Ende der 1950er-Jahre schrittweise aus der NVA entlassen und pensioniert. Darunter fielen auch die vier noch in die NVA übernommenen Wehrmachtsgenerale von Lenski, Müller, Walther und Wulz. Trotzdem hatten noch am 1. Januar 1960 von insgesamt 653 Offizieren der NVA im Nomenklaturkaderbestand 338 Armeeangehörige früher der Wehrmacht angehört, nunmehr fast ausschließlich als Mannschafts- oder Unteroffiziersdienstgrad.

### Positionierung und Entwicklung
Nach der Gründung war die NVA – im Gegensatz zu den anderen Armeen des Warschauer Paktes – eine Freiwilligenarmee, was in der propagandistischen Auseinandersetzung mit der Bundeswehr als Vorzug hervorgehoben wurde. Die Wiederbewaffnungsdiskussion war an der DDR nicht spurlos vorübergegangen, der Volksaufstand vom 17. Juni 1953 hatte die Führung der DDR erheblich verunsichert. Ein deutliches Misstrauen der osteuropäischen Verbündeten den Ostdeutschen gegenüber blieb lange bestehen. Die Einführung der Wehrpflicht 1962 nach dem Bau der Berliner Mauer, vom Kampfauftrag der FDJ und dem Verteidigungsgesetz 1961 vorbereitet, wurde von vielen als Niederlage empfunden. Mit der Einführung der Wehrpflicht wurde es der NVA möglich, die angestrebte Personalstärke von ca. 170.000 Soldaten zu erreichen.

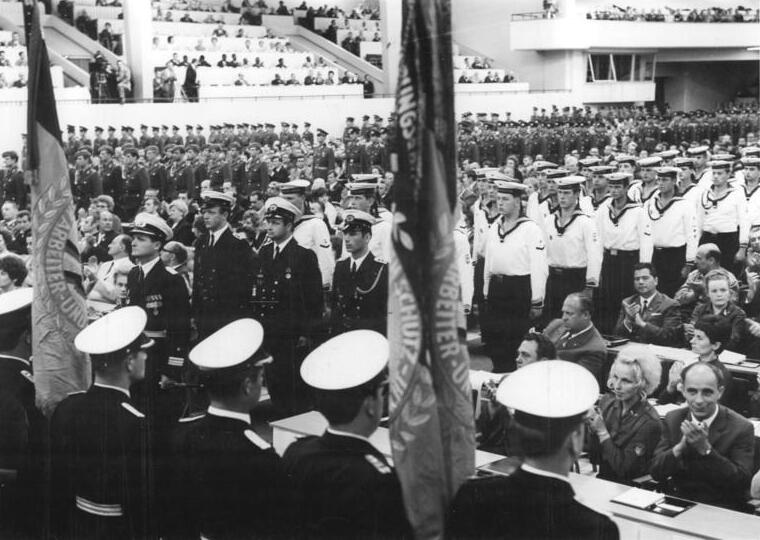
Abordnung der NVA beim VIII. Parteitag der SED 1971

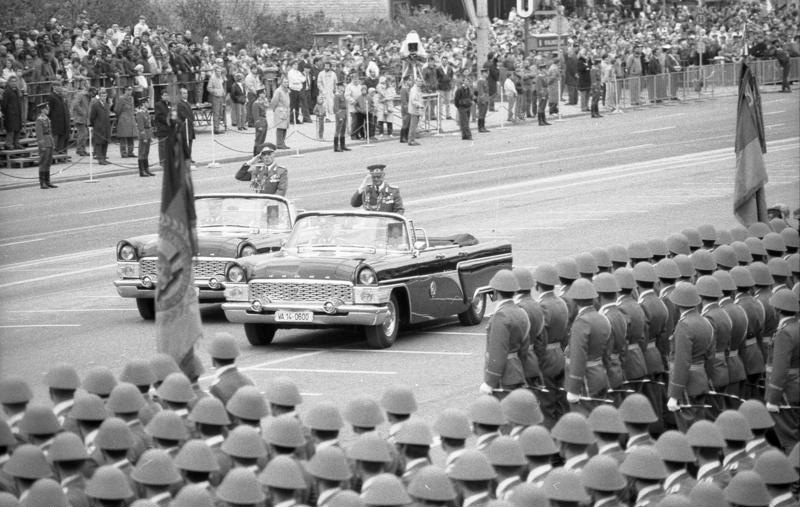
Die Generale Stechbarth (links) und Keßler (rechts) in ihren Paradefahrzeugen GAZ-13 Tschaika 1988 bei der Parade der NVA zum 39. Jahrestag der DDR

Die NVA diente zunächst der Machtabsicherung der SED nach innen und war selbst erheblicher Kontrolle durch die SED unterworfen. Die Partei hatte sich durch die Einrichtung der Politischen Hauptverwaltung (PHV) in der Armee und durch eine spezielle Struktur von Parteiorganisationen die führende Rolle in der NVA gesichert. Die Offiziere und Fähnriche (seit 1973) und Berufsunteroffiziere waren bis auf wenige Ausnahmen Mitglieder der SED. Bei den Unteroffizieren wurde ein hoher Anteil an SED-Mitgliedern angestrebt. Laut Giese resultierte daraus ein erhebliches Konfliktpotenzial zwischen politischem Anspruch und militärischer Professionalität. Die politische Beeinflussung habe sich anfangs sehr negativ auf die militärischen Entscheidungsprozesse ausgewirkt. Das Ministerium für Staatssicherheit war auch in der NVA präsent: 1987 gab es rund 12.700 inoffizielle Mitarbeiter innerhalb der NVA, was bedeutet, dass auf 16–17 Soldaten, Grenzsoldaten oder zivile Mitarbeiter ein „Spitzel“ kam.
Die 1970er und 1980er Jahre waren durch einen Professionalisierungsprozess und eine stärkere eigenständige außenpolitische Rolle der NVA gekennzeichnet. Im Dauerkonflikt der DDR mit der Bundesrepublik um die Anerkennung im Ausland wurden auch die Streitkräfte eingesetzt. Insbesondere in Afrika und dem Mittleren Osten war die NVA zur Unterstützung und Begleitung vielfältiger Rüstungs- und (Militär-)Infrastrukturprojekte für befreundete Regierungen und Befreiungsbewegungen tätig und unterhielt eine hohe Auslandspräsenz, die nur von der Sowjetunion und Kuba übertroffen wurde. Anfang der 1980er Jahre wurde der Bereich militärische Mikroelektronik insbesondere im Süden der DDR ausgebaut. Nach der Wahl Gorbatschows zum Generalsekretär der KPdSU Mitte der 1980er Jahre fiel aber die Sowjetunion als Hauptabnehmer von hochwertigen Rüstungsexporten aus, was erhebliche wirtschaftliche Schwierigkeiten auslöste.

### Militärische Erfahrung und Auslandspräsenz

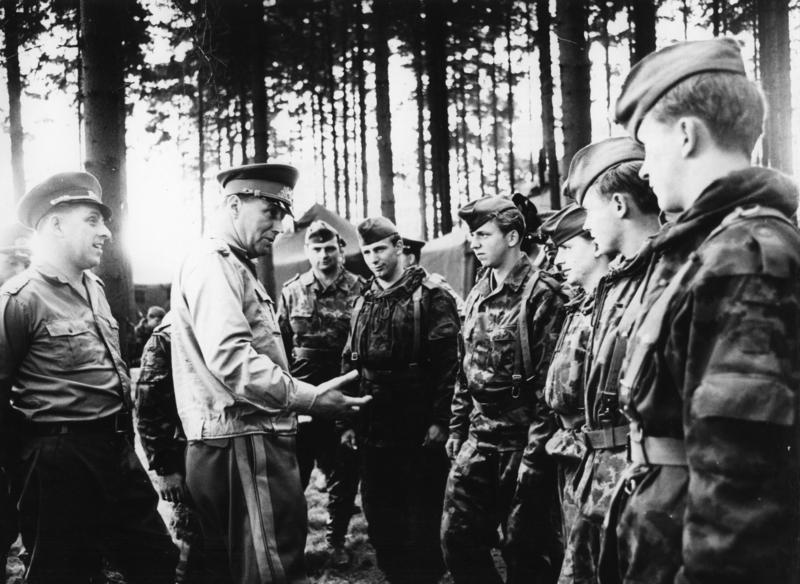
Besuch des Stellvertretenden Ministers für Nationale Verteidigung Siegfried Weiß bei Truppen, die an den Aktionen im Rahmen der Niederschlagung des Prager Frühlings beteiligt waren.

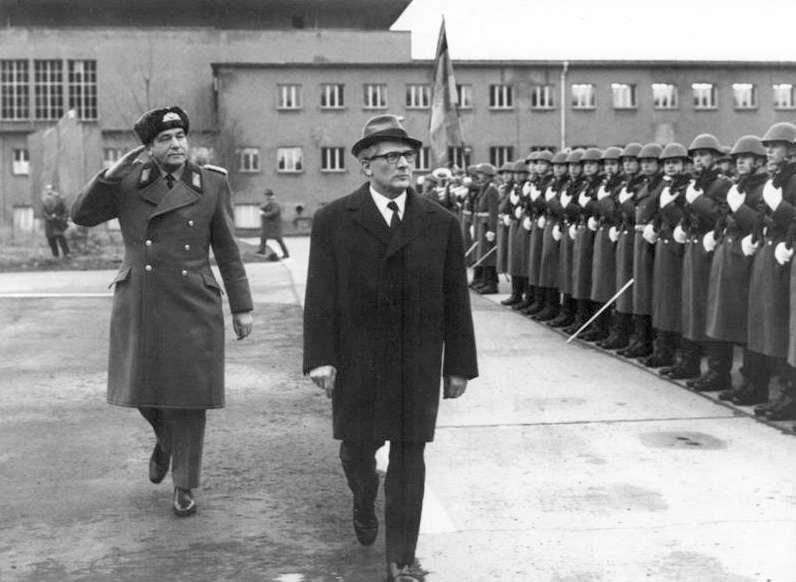
Erich Honecker beim Truppenbesuch, 1972

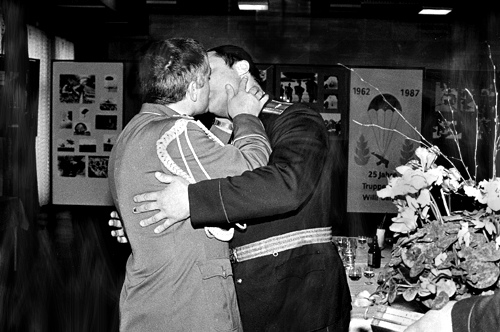
Sozialistischer Bruderkuss zwischen Offizieren der NVA und der Sowjetarmee

Formationen der NVA waren 1968 für militärische Aktionen zur Niederschlagung des Prager Frühlings vorgesehen. Die 7. Panzerdivision (NVA) und die 11. Mot.-Schützendivision (NVA) sollten ursprünglich laut Planung an der Intervention mitwirken.
Wegen der zu erwartenden außenpolitischen Wirkungen – es wäre der erste Auslands- und evtl. Kampfeinsatz deutscher Truppenverbände nach dem Zweiten Weltkrieg gewesen – wurden diese Großverbände nicht zum Einmarsch in die Tschechoslowakei eingesetzt. Die Formationen der NVA leisteten logistische Hilfe beim Einmarsch der Interventionstruppen und standen in Grenznähe zur Unterstützung der Sowjetarmee bereit. Verbindungsoffiziere, NVA-Nachrichtensoldaten und auch MfS-Offiziere waren direkt auf ČSSR-Territorium im Einsatz.
Mehrere Male befand sich die NVA über einen längeren Zeitraum im Zustand der erhöhten Gefechtsbereitschaft. Nach dem Bau der Berliner Mauer 1961, bei dem sie logistisch und absichernd mitwirkte, 1962 während der Kubakrise und 1968 bei der Niederschlagung des Prager Frühlings in der ČSSR durch Truppen von vier Warschauer-Pakt-Staaten sowie letztmals in der Zeit der Wende im Herbst 1989.
Bereits 1969 bot die DDR unter Walter Ulbricht militärische Unterstützung und die Entsendung von Freiwilligen nach Syrien an. Dieses Angebot ging indirekt über die sowjetische Führung und wurde dort zunächst abgelehnt.
Im Zusammenhang mit dem Jom-Kippur-Krieg 1973 unterstützte die DDR im Rahmen der Geheimoperation Aleppo Syrien mit Kampfflugzeugen, Piloten und flugtechnischem Personal. Nachdem ein kleiner Kreis der damaligen DDR-Führung am 5. Oktober 1973 vorab über einen drohenden Angriff Ägyptens und Syriens auf Israel informiert war, der damalige syrische Staatspräsident Hafiz al-Assad die DDR-Führung später um militärische Hilfe bat und diese am 14. Oktober beschlossen wurde, trafen die Luftstreitkräfte der Nationalen Volksarmee Vorbereitungen für die militärische Unterstützung Syriens. Zwischen dem 18. und 21. Oktober 1973 wurden 12 MIG-21M des Jagdfliegergeschwaders 8 der NVA aus Marxwalde inklusive 12 Piloten und etwa 30 Technikern über Ungarn ins syrische Aleppo verlegt. Den NVA-Angehörigen wurde der Einsatz freigestellt und alle entschieden sich für eine Teilnahme. An den MIG-21 wurden für diesen Einsatz sämtliche Hoheitszeichen sowie die deutsche Beschriftung entfernt und sie wurden zerlegt mit mehreren Antonow An-12 der sowjetischen Streitkräfte nach Syrien verbracht. Vor Ort wurden sie wieder zusammengesetzt und nach entsprechenden Testflügen die Einsatzbereitschaft wiederhergestellt. Anstatt der ursprünglichen Hoheitszeichen und Lackierung wurden die Flugzeuge sandfarben und mit syrischen Hoheitszeichen lackiert. Noch bevor die, zuvor mit Phantasieuniformen, die überwiegend aus Uniformteilen der Handelsmarine der DDR bestand, ausgestatteten NVA-Piloten gegen Israel zum Einsatz kamen, begannen Waffenstillstandsverhandlungen und einige Tage später am 25. Oktober 1973 war der Krieg beendet. Eine direkte Konfrontation der Luftstreitkräfte der NVA mit der israelischen Luftwaffe gab es daher nicht. Die syrische Regierung bat darum, dass die Flugzeuge, Piloten und Techniker nach Eintritt des Waffenstillstandes in Aleppo bleiben, was von Erich Honecker abgelehnt wurde. Die NVA-Angehörigen wurden umgehend zurück in die DDR verlegt und die MIG-21 dem syrischen Militär überlassen.
Im Vorfeld der Verhängung des Kriegsrechts in Polen wurden 1981 kleinere NVA-Einheiten darauf vorbereitet, zusammen mit sowjetischen und tschechoslowakischen Truppen gegen die polnische Gewerkschaftsbewegung Solidarność zu intervenieren. Ende 1980 wurde erhöhte Gefechtsbereitschaft für die NVA ausgerufen. Die geplante Militäroperation wurde jedoch nicht durchgeführt.
Die Leistungen der NVA bei Großmanövern des Warschauer Pakts galten als gut. Die NVA war wegen ihres hohen Ausbildungsstandards und ihrer guten Disziplin eine der schlagkräftigsten Armeen des Warschauer Pakts. Direkt am Eisernen Vorhang stehend, waren sämtliche aktiven Verbände voll präsent. Doch konnte die NVA aus der Sowjetunion nicht immer die modernste Technik beziehen, da die verfügbaren finanziellen Möglichkeiten oft erschöpft waren, Lieferengpässe bestanden oder aus Geheimhaltungsgründen keine Exporte vorgesehen waren. Zudem lehnten es die sowjetische Militärführung und Rüstungsindustrie ab, modernste Technik sofort den Bündnispartnern zugänglich zu machen. So war auch die Nationale Volksarmee nicht dauerhaft auf dem höchsten Stand der Technik und wartete gelegentlich über Jahre auf diverse technische Neuheiten, die unter den „sowjetischen Waffenbrüdern“ schon als veraltet galten.
Trotz ihrer anfänglich geringen Bedeutung wuchs die Nationale Volksarmee bis zum Zusammenbruch des Ostblocks zu einem der wichtigsten Bündnispartner der sowjetischen Streitkräfte heran. Dies trug dazu bei, dass sich die DDR allmählich den Respekt der sowjetischen Führung erwarb und eine eigenständigere außenpolitische Rolle einnehmen konnte.
Anders als die meisten westlichen Armeen und ähnlich wie Armeen anderer sozialistischer Länder musste sich die NVA selbst in großem Umfang am Produktionsprozess der Volkswirtschaft beteiligen, was an den typischen Mangelerscheinungen einer RGW-Ökonomie lag. Zahlreiche Soldaten wurden zeitweise als Erntehelfer, im Braunkohleabbau und für Bauaufgaben eingesetzt. Dieses wurde bisweilen auch von den Militärs selbst kritisch betrachtet, weil sich so Ausfälle in der militärischen Ausbildung ergaben.

### Präsenz in der Dritten Welt
Seit Mitte der 1960er-Jahre war die NVA auch in Afrika und dem Mittleren Osten präsent, wo sie Militärberater und Experten für eine Reihe von Regierungen und Revolutionsbewegungen stellte. In der Auslandspräsenz der sozialistischen Staaten wurde sie nur von Kuba und der Sowjetunion übertroffen.
Ende der 1970er-Jahre, auch im Zusammenhang mit dem Tod der hochrangigen ZK-Mitglieder Werner Lamberz und Paul Markowski bei einer Libyenreise, wurden Militärhilfe- und Wirtschaftsprojekte der DDR in Entwicklungsländern in der westlichen Öffentlichkeit bekannt und diskutiert. Massive Kampfeinsätze waren von DDR-Seite zwar nicht beabsichtigt, trotzdem suggerierte 1980 der Spiegel in seinem Titelthema „Honeckers Afrika-Korps“ dieses Ansinnen.
Laut Joachim Nawrocki seien bis 1980 in Angola und Mosambik, Algerien, Libyen, Irak, Syrien, Südjemen, Äthiopien, Guinea-Bissau, Benin, Nigeria, in der damaligen Volksrepublik Kongo (Kongo-Brazzaville, heute Republik Kongo), Tansania und Sambia zwischen 100 (Nigeria) und etwa 2000 (Angola) Offiziere und Soldaten der Nationalen Volksarmee und des MfS stationiert gewesen. Gordon A. Craig führt Meldungen (1978) über die Stationierung von über 1200 NVA-Soldaten im Bereich Artillerie, Kommunikation und Logistik in Algerien und 450 Soldaten in Libyen an. Winrow führt zwischen um 1550 und 1700 (1978) und knapp mehr als 1925 (1988) in Afrika stationierte DDR-Militärberater auf.
Zeitgenössische Einschätzungen von über 30.000 NVA-Soldaten im Ausland entsprachen nicht der Realität. Bis heute finden sich allerdings weltweit Spuren früheren militärischen Engagements der DDR in den Staaten der sogenannten Dritten Welt. Dabei konzentrierte sich die NVA auf Beratungs- und Ausbildungsmissionen und war in dem Sinne keine Armee im Kampfeinsatz.
Die Einsätze betrafen insbesondere die Ausbildung und Unterstützung befreundeter Regierungen und Widerstandsbewegungen parallel zu Rüstungsexporten, dem Aufbau militärischer Logistik und Infrastruktur und an die Begleitung und Absicherung von Wirtschaftsprojekten etwa im Bereich der Rohstofferschließung, so in Mosambik. Aufgrund der Fluchtgefahr waren oft auch zivile Einsätze für Bauprojekte und Infrastruktur auf als verlässlich angesehene Paramilitärs anderer bewaffneter Organe, so des Wachregiments Feliks Dzierzynski angewiesen, die dabei nicht in Uniform auftraten.
Die DDR kam mehreren Anfragen zur Stellung von Kampftruppen und Piloten der Luftstreitkräfte nicht nach. Deutlich bereitwilliger schloss das Ministerium für Nationale Verteidigung der DDR Verträge zur Ausbildung von Militärs ab. In der DDR bzw. vor Ort wurden mehrere Tausend Soldaten und Sicherheitskräfte unter anderem aus Afghanistan, Äthiopien, der Jemenitischen Volksrepublik, Kambodscha, Volksrepublik Kongo, Kuba, Laos, Libyen, Mosambik, Nicaragua, Nordkorea, der PLO, Tansania, Guinea, Syrien, Vietnam ausgebildet. Die Offizierausbildung entsprechender Kader erfolgte von 1981 bis 1990 in der Offiziershochschule für ausländische Militärkader „Otto Winzer“ in Prora auf Rügen.
Als höchste militärische Bildungseinrichtung der DDR empfing die Militärakademie „Friedrich Engels“ in Dresden regelmäßig Besuche von ausländischen Militärdelegationen, von Partei- und Regierungsdelegationen, darunter auch aus den oben genannten Regionen. Eine Dokumentation verweist auf folgende Aktivitäten: VR Polen (1963, 1984); ČSSR (1964); UdSSR (1964), Indonesien (1965); Kongo (1965); Ungarn (1966, 1987); Vietnam (1966, 1969, 1970, 1977, 1985); Mali (1967); Jugoslawien (1968); Nordkorea (1968, 1972); Guinea (1969); Mongolei (1969, 1974, 1982); Tansania (1969); Ägypten (1972); Bulgarien (1972); Kuba (1972); Österreich (1982); Schweden (1984); Zypern (1986).

### Auflösung der NVA und Integration in die Bundeswehr ab 1990

#### 1980er Jahre

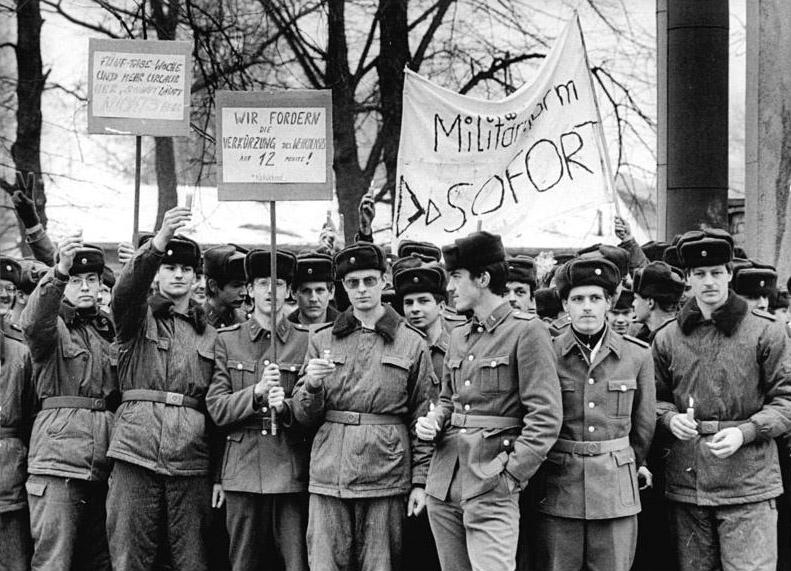
Soldaten demonstrieren im Januar 1990 in der Albert-Zimmermann-Kaserne in Cottbus für eine Verkürzung der Wehrdienstzeit und eine Militärreform

In den krisenhaften 1980er-Jahren wurden NVA-Soldaten immer öfter in der Wirtschaft geschlossen als Arbeitskräfte eingesetzt. Im Mai 1987 übernahm die NVA die neue defensive Militärdoktrin des Warschauer Pakts. Die DDR-Führung plante, die Streitkräfte 1989 um rund 6 % zu reduzieren.
Während der friedlichen Revolution 1989 wurden Hundertschaften aus NVA-Soldaten in rund vierzig Fällen zum Einsatz in Sperrketten und im Objektschutz abgestellt. Ein gewalttätiger Einsatz von NVA-Soldaten gegen Demonstranten fand nicht statt.
An den Friedenstruppen der Vereinten Nationen hat sich die NVA nicht beteiligt.

#### Wiedervereinigung und ehrenvolle Übergabe 1990
Am 20. Januar 1990 gründete sich mit dem Verband der Berufssoldaten der Nationalen Volksarmee eine eigenständige Interessenvertretung der NVA-Soldaten. Am 18. April 1990 wurde Rainer Eppelmann Minister für Abrüstung und Verteidigung der DDR und am 27. April traf sich Eppelmann mit Bundesverteidigungsminister Gerhard Stoltenberg in Köln. Beide verständigten sich darauf, dass ein vereintes Deutschland Mitglied der NATO sein soll. Am 2. Mai 1990 fand die Kommandeurstagung der NVA statt. Minister Eppelmann erklärte, dass nach seiner Auffassung die NVA soweit bestehen bleibe, solange in Europa zwei Militärbündnisse existieren. Das Ende der NVA war besiegelt, als Bundesverteidigungsminister Stoltenberg die Formel „Ein Staat – eine Armee!“ herausgab. Am 20. Juli 1990 legten die Berufssoldaten der NVA einen neuen Fahneneid ab. Am 23. August 1990 beschloss die Volkskammer den Beitritt zur Bundesrepublik Deutschland nach Artikel 23 des Grundgesetzes zum 3. Oktober. Am 23. August 1990 erfolgte die Herausgabe eines Befehls des Ministeriums für Abrüstung und Verteidigung, bis zum 28. September die Gefechtsfahrzeuge, Schiffe und Flugzeuge zu entmunitionieren.
Mit der Unterzeichnung des Einigungsvertrages am 31. August 1990 erfolgte auch die Beendigung der militärischen Aus- und Weiterbildung von Angehörigen der NVA an sowjetischen, polnischen, tschechoslowakischen und anderen Lehreinrichtungen. Am 9. September 1990 begannen 280 Offiziere der NVA an der Offizierschule der Luftwaffe (OSLw) in Fürstenfeldbruck eine Vorlaufausbildung, um auf ihre Aufgaben als Offizier der Bundeswehr vorbereitet zu werden. Am 12. September wurde der Zwei-plus-Vier-Vertrag in Moskau unterzeichnet. Der Staatsvertrag zwischen der Bundesrepublik Deutschland, der Deutschen Demokratischen Republik sowie Frankreich, der Sowjetunion, Großbritannien und den Vereinigten Staaten machte den Weg für die Wiedervereinigung Deutschlands frei und trat am 15. März 1991, dem Tag der Hinterlegung der letzten Ratifikationsurkunde, mit einer offiziellen Zeremonie in Kraft. Zu den Bestimmungen des Vertrages gehört der Verzicht auf atomare, biologische und chemische Waffen, die Reduzierung und Beschränkung der Truppenstärke der deutschen Streitkräfte auf 370.000 Soldaten, der Abzug der sowjetischen Westgruppe der Truppen (WGT) bis 1994 und das Verbot der Stationierung von Kernwaffen und ausländischen Truppen auf ostdeutschem Gebiet. Am 24. September 1990 unterzeichnete die DDR ein Protokoll über den Austritt aus dem Warschauer Pakt.
Am 3. Oktober 1990 erfolgte die Deutsche Wiedervereinigung, zu diesem Zeitpunkt umfasste die Mannstärke der Bundeswehr mit den NVA-Kräften fast 600.000 Mann. Bundesverteidigungsminister Gerhard Stoltenberg übernahm die Kommandogewalt über die Truppenteile der aufgelösten NVA. Das Bundeswehrkommando Ost (BwKdo Ost) mit Sitz in Strausberg übernahm am 4. Oktober die militärische Führung unter dem Befehlshaber Generalleutnant Jörg Schönbohm. Am 19. Oktober 1990 erfolgte das erste öffentliche Feierliche Gelöbnis von Rekruten im Bereich des Bundeswehrkommandos Ost auf dem Marktplatz in Bad Salzungen.

#### Abwicklung und Neuernennungen ab 1990
Mit der Demobilisierung der NVA wurden die Standorte, Einrichtungen und Ausrüstung an die Bundeswehr übergeben, die die Abwicklung durchführte. Die meisten der vorhandenen Standorte wurden geschlossen und die Ausrüstung entweder durch die Bundeswehr zunächst weitergenutzt, verschrottet, zu geringen Teilen auch an andere Staaten verkauft oder verschenkt, so etwa Schützenpanzerwagen an die Türkei, Pionierfahrzeuge an Schweden, Luftabwehrsysteme an Griechenland oder Schiffseinheiten an Indonesien. Eine Auswahl von allen Waffensystemen wurde in die USA zum Test und als interne Manövergegner überführt. Ein Teil des Unteroffizierkorps sowie die Mehrheit des Offizierkorps wurden entlassen. 3200 des zuletzt 36.000 Personen zählenden Offiziers-Kaders wurden übernommen, wobei etwa 11.000 Offiziere einen Antrag auf Übernahme stellten. Die ehemaligen NVA-Angehörigen wurden dabei mit einem oder auch zwei Dienstgraden niedriger in die Bundeswehr übernommen, da die Beförderungen in der NVA früher erfolgten als in der Bundeswehr und daher der Übernahmedienstgrad so berechnet wurde, als hätte der ehemalige NVA-Angehörige von Anfang an in der Bundeswehr gedient. Am 2. Oktober 1992 wurden erstmals ehemalige Angehörige der NVA zu Berufssoldaten der Bundeswehr ernannt. Die einzige nach 1990 von der NVA übernommene Einheit ist der Technologiestützpunkt Tarnen und Täuschen der Bundeswehr in Storkow.

#### Folgezeit
Generell galt bis zum 1. März 2005 die in der NVA geleistete Dienstzeit als „gedient in fremden Streitkräften“. Heute lautet die Bezeichnung „gedient außerhalb der Bundeswehr“. Laut Einigungsvertrag ist es den ehemaligen NVA-Angehörigen nicht gestattet, in der Bundesrepublik ihren letzten Dienstgrad mit dem Zusatz „a. D.“ (außer Dienst) zu führen. Eine Verwendung des Zusatzes für ehemalige NVA-Angehörige scheiterte im Frühjahr 2005 im Verteidigungsausschuss des Bundestages an den Stimmen der Vertreter von SPD und Grünen gegen die Stimmen von CDU und FDP.

### Verwertung der militärischen Liegenschaften der NVA
1993 übernahm die Treuhand Liegenschaftsgesellschaft die Verwertung und Veräußerung der vom Bund übernommenen Liegenschaften der ehemaligen NVA.

## Auftrag
Die NVA hatte die Sicherstellung der territorialen Integrität und die Wahrnehmung aller militärischen Bündnisverpflichtungen durch den Warschauer Vertrag zu gewährleisten. Die Angehörigen des Offizierskorps waren in der Regel Mitglieder der SED. Des Weiteren oblag ihr als bewaffnetem Organ, entsprechend der DDR-Terminologie, die sozialistische Staatsform und die Führungsrolle der SED jederzeit auch gegen innere Feinde zu schützen. Der Kampfauftrag der NVA lautete:

„Im unerschütterlichen Zusammenwirken mit der Sowjetarmee und den anderen sozialistischen Bruderarmeen die erforderlichen äußeren Bedingungen für den Aufbau des Sozialismus und Kommunismus zu sichern, die Staatsgrenze, das Territorium, den Luftraum und das Küstenvorfeld der DDR sowie der verbündeten sozialistischen Staaten zuverlässig zu schützen, die Kampfkraft und Gefechtsbereitschaft ständig qualitativ zu vervollkommnen und jeder imperialistischen Aggression entschlossen zu begegnen.“

Ihrem Selbstverständnis nach war die NVA in der DDR das Machtinstrument der Arbeiterklasse zum Schutz der sozialistischen Staatsform vor Angriffen von außen und innen. Demnach diente sie der Verteidigung der DDR und der im Warschauer Vertrag mit ihr verbündeten anderen sozialistischen Staaten. Des Weiteren hatte sie den politischen Auftrag, die sozialistischen Errungenschaften und die Vorherrschaft der SED im Falle eines inneren Angriffs zu schützen.
Allerdings waren antimilitaristische Grundhaltungen auch in der DDR weit verbreitet. Die Einführung einer sozialistischen Wehrerziehung in die Schulpläne um 1968 sowie eine zusätzliche Einführung eines regulären Fachs Wehrunterricht 1978 sollten dieser Haltung entgegensteuern. Die Evangelische Kirche der DDR protestierte gegen die damit verbundene „Erziehung zum Hass“.
Einer am 13. September 2008 in der NZZ vorgestellten Studie zufolge hatte der Warschauer Pakt seit den 1960er-Jahren im Kriegsfalle einen breiten und präemptiven Einsatz taktischer Nuklearwaffen in West-Deutschland vorgesehen. Neben der Verstrahlung und Verwüstung großer Gebiete Westdeutschlands wäre beim Vorrücken auch die Verstrahlung und daraus folgende Kampfunfähigkeit der ersten Welle eigener konventioneller Truppen, auch der NVA, hingenommen worden. Unter Gorbatschow wurden diese Kriegspläne 1986 geändert. In der DDR jedoch sei noch in der NVA-Übung „Stabstraining 1989“ der Einsatz von 76 teilweise großkalibrigen Nuklearwaffen durchgespielt worden, was unter anderem grenznahe Landstriche Schleswig-Holsteins verwüstet hätte.
Im Verlauf der Wende 1989 wurde eine blutige „chinesische Lösung“ wie kurz zuvor beim Massaker auf dem Platz des himmlischen Friedens am 4. Juni 1989 befürchtet. Die bereits angeordnete Auflösung der Montagsdemonstration in Leipzig am 9. Oktober 1989 fand nicht statt und die bereits mobilisierten NVA-Einheiten zogen sich aus bis heute nicht vollkommen geklärten Gründen zurück.

## Organisation

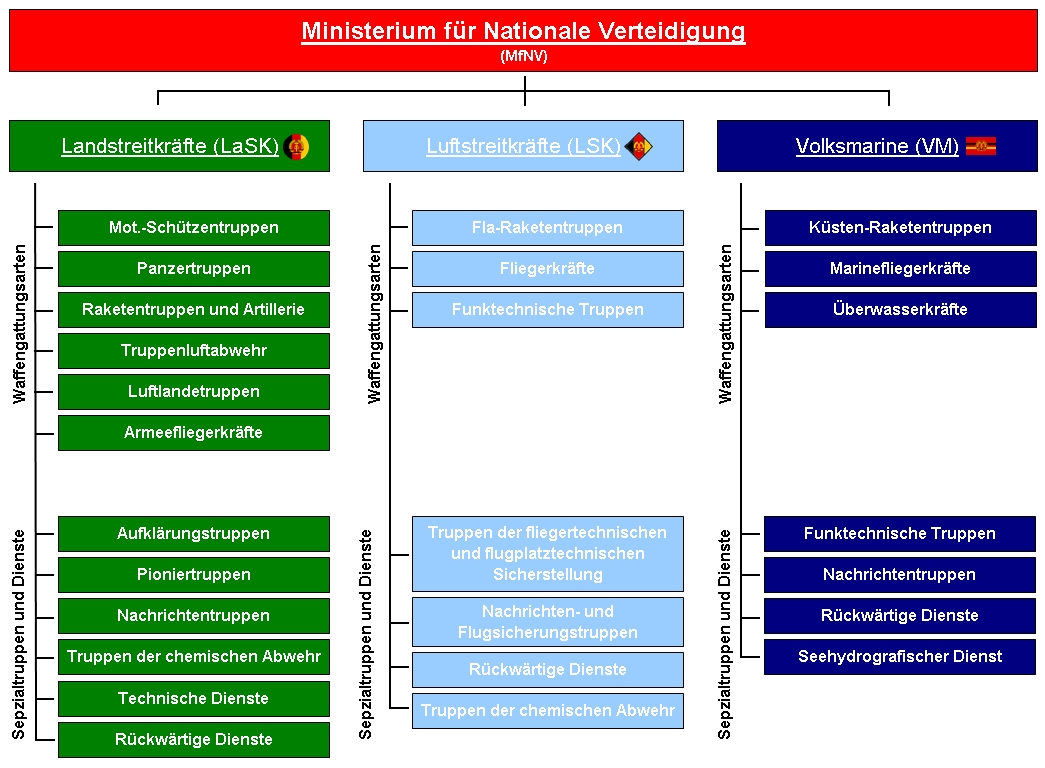
Gliederung der NVA um 1985

Truppenfahne der NVA

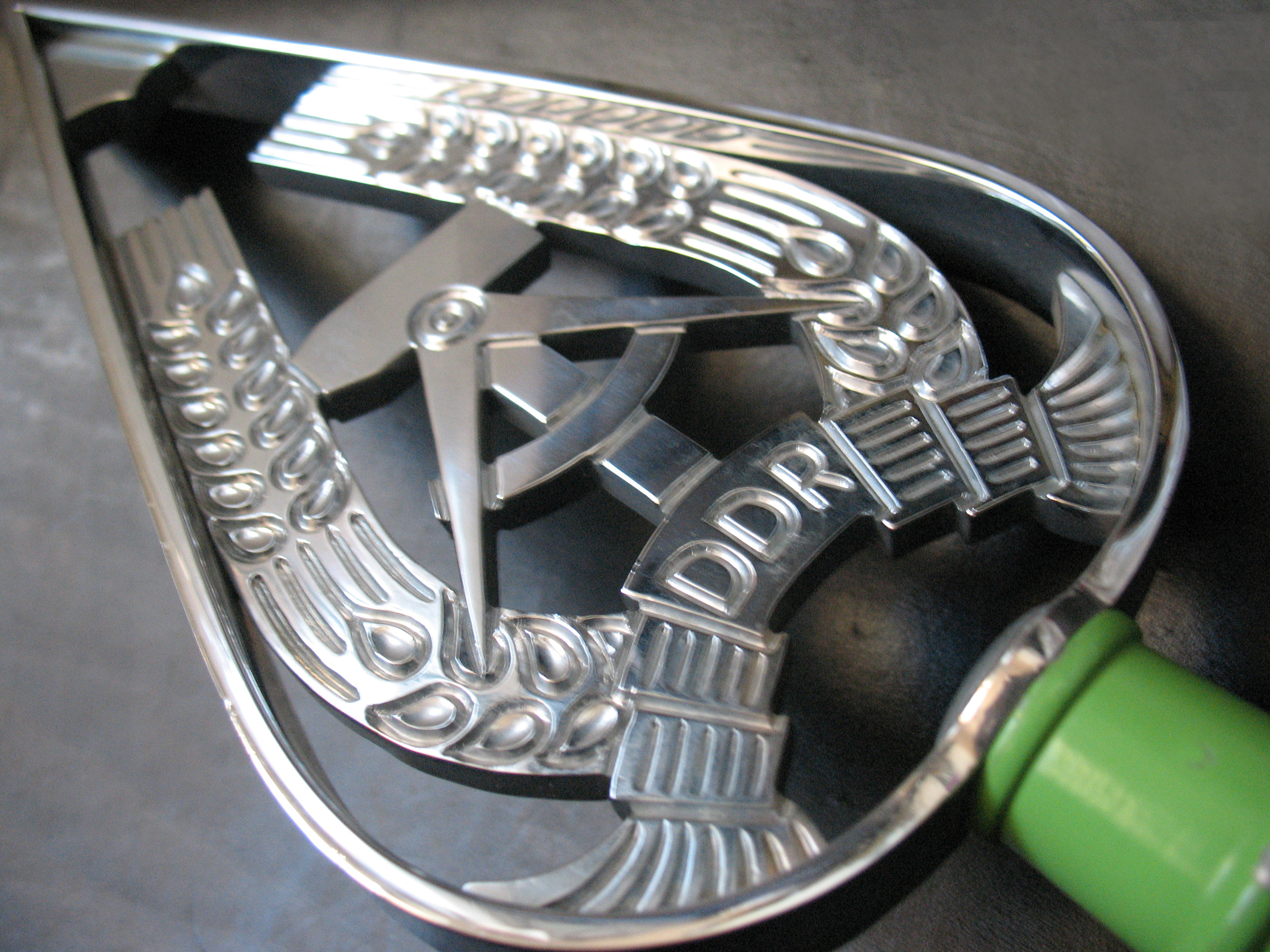
Fahnenspitze Truppenfahne – Nationale Volksarmee

Die NVA war dem Ministerium für Nationale Verteidigung mit Sitz in Strausberg unterstellt, dem auch ein sowjetischer General angehörte. Der Führungsanspruch der SED wurde über deren Kommission für Nationale Sicherheit, den Nationalen Verteidigungsrat sowie die Sicherheitsabteilung des Zentralkomitees der SED gewährleistet. Die NVA war Teil der 1. Strategischen Staffel des Warschauer Pakts, dessen Hauptkontingent die Gruppe der Sowjetischen Streitkräfte in Deutschland bildete.
Die politische Erziehung, die so genannte gesellschaftswissenschaftliche Weiterbildung, umfasste bei Offizieren etwa zwei Tage im Monat. Die Offiziere waren in der Regel Parteimitglieder und unterlagen der ständigen Überwachung durch das Ministerium für Staatssicherheit.
Als „kulturelles Aushängeschild“ der NVA diente das Erich-Weinert-Ensemble.
Die NVA gliederte sich in:
- das Kommando Landstreitkräfte (Kdo. LaSK) – Geltow (bei Potsdam)
- das Kommando Luftstreitkräfte/Luftverteidigung (Kdo. LSK/LV) – Strausberg
- das Kommando Volksmarine (Kdo. VM) – Rostock
- das Kommando Grenztruppen (GT) – Pätz (offiziell nicht Teil der NVA)

Die NVA war eng mit den Truppen der Gruppe der Sowjetischen Streitkräfte in Deutschland (GSSD) – seit Juni 1989 in „Westgruppe der Truppen“ (WGT) umbenannt – verbunden.
Der Befehlshaber der sowjetischen Truppen, mit Hauptquartier in Wünsdorf, übte die operative Kontrolle über die Streitkräfte der DDR aus. In den 1980er-Jahren unterstanden diesem circa 365.000 Mann, 6.000 Kampfpanzer, 9.500 Schützenpanzer, 650 Kampfflugzeuge und 700 Hubschrauber.
Die Strukturen und Ausrüstung, Fahrzeuge und Kampftechnik waren fast völlig sowjetischen Ursprungs.

### Landstreitkräfte

Hoheitszeichen der Landstreitkräfte

Die Landstreitkräfte der NVA waren gegliedert in:
- direkt dem KdoLaSK unterstellte Truppenteile/Einheiten
  - 40. Artilleriebrigade, 40. ABr – Blankenfelde
  - Luftsturmregiment 40 NVA-Fallschirmjäger

- Militärbezirk Nord = MB-V – Neubrandenburg
  - 1. Mot.-Schützen-Division, 1. MSD – Potsdam
  - 8. Mot.-Schützen-Division, 8. MSD – Schwerin
  - 9. Panzerdivision „Heinz Hoffmann“, 9. PD – Eggesin
  - 5. Raketenbrigade Bruno Leuschner, 5. RBr – Demen

- Militärbezirk Süd = MB-III – Leipzig
  - 4. Mot.-Schützen-Division, 4. MSD – Erfurt
  - 11. Mot.-Schützen-Division, 11. MSD – Halle
  - 7. Panzerdivision, 7. PD – Dresden
  - 3. Raketenbrigade Otto Schwab, 3. RBr – Tautenhain

Chefs der Landstreitkräfte
(Anm.: Das Kommando der Landstreitkräfte wurde am 1. Dezember 1972 aufgestellt)
- Generaloberst Horst Stechbarth 1. Dezember 1972 bis 31. Dezember 1989
- Generalleutnant Horst Skerra 1. Januar 1990 bis 14. September 1990
- Generalmajor Hans-Christian Reiche 15. September 1990 bis 2. Oktober 1990; mit der Führung beauftragt

Baupionierwesen
Die Grundlage für die Aufstellung der Baupioniereinheiten der NVA bildete eine Anordnung des Nationalen Verteidigungsrates der DDR vom 7. September 1964 (GBl. d. DDR Teil I Nr. 11 vom 16. September 1964 [Ausgabetag], S. 129). Ursprünglich sollten die Einheiten vor allem zur Aufnahme von Bausoldaten dienen und damit eine Möglichkeit bieten, dem Dienst an der Waffe aus Gewissensgründen zu entgehen, obwohl es in der DDR keine Wehrdienstverweigerung gab. Insbesondere in den letzten Jahren der DDR arbeiteten viele Mitglieder dieser Einheiten in Großbetrieben, die unter Arbeitskräftemangel litten, beispielsweise in der Chemischen Industrie oder im Braunkohle-Tagebau.
Die Landstreitkräfte erhielten anfangs vier Baupionierbataillone, Luftstreitkräfte und Marine jeweils eines. Sie boten Platz für 256 waffenlose Wehrdienstleistende. Die übrigen Mitglieder waren reguläre Soldaten der Pioniertruppe. Die Mannschaften der Kompanien bestanden jedoch jeweils entweder vollständig aus unbewaffneten Baupionieren oder aus herkömmlichen bewaffneten Pionieren. Bis 1973 wurden diese Einheiten auch zum Bau von militärischen Anlagen eingesetzt. Später erhielten zumindest die Waffendienstverweigerer vergleichsweise „zivile“ Aufgaben in militärischen Einrichtungen als Gärtner, Krankenpfleger in Militärkrankenhäusern oder Küchenhelfer.
Bereits kurz nach der Gründung der Baueinheiten wuchs der Bedarf an Arbeitskräften dieser Art schnell an. 1966 wurden vier weitere Bataillone aufgestellt. In diesen Einheiten dienten jedoch keine Waffendienstverweigerer. Vielmehr arbeiteten sie zum Teil unter Geheimhaltung am Bau von Raketenstellungen für die sowjetische Armee und am stark verbunkerten Hauptquartier der Volksmarine bei Rostock.
Am 1. Dezember 1975 wurden fünf neue Baubataillone gebildet, darunter das Pionierbaubataillon 22, das in den folgenden Jahren auf fast allen Großbaustellen Ost-Berlins tätig war. Zwei Bataillone waren den Chemiekombinaten Leuna, Buna und Bitterfeld fest zugeordnet. 1978 wurde Waldemar Seifert der neue Leiter des Baupionierwesens in der NVA. Unter ihm wurden sämtliche Baueinheiten wieder verstärkt mit dem Bau von militärischen Anlagen betraut, die Arbeit für das produzierende Gewerbe ging deutlich zurück. Zudem erhielten die Einheiten Reservisten zugeordnet und übten den Sperren- und Brückenbau für den Kriegsfall.
1982 kam es zu einem erneuten Schub von Einheitsgründungen. So entstanden in diesem und dem folgenden Jahr Straßenbaueinheiten und Truppen, deren Mitglieder vor allem in Materiallagern und bei Hilfsdiensten für die bewaffneten NVA-Einheiten verwendet wurden, sowie eine Fährenhafen-Baueinheit mit nominell 480 Angehörigen in Prora auf Rügen. Einige Einheiten arbeiteten an der Instandhaltung des Gleisnetzes der Deutschen Reichsbahn.
Mitte der 1980er-Jahre änderte sich das Aufgabenspektrum der NVA-Baueinheiten erneut. Ab diesem Zeitpunkt rückte der Wohnungs- und Gewerbebau, zum Teil als Auftragnehmer Volkseigener Betriebe, in den Brennpunkt. Parallel dazu errichteten die Bautruppen weiter militärische Materiallager, Kommandoeinrichtungen und Raketenrampen. Verstärkt wurden ab dieser Zeit auch Bauregimenter statt Bataillonen aufgestellt. 1988 entstand unter anderem ein Regiment, das auf Kabelverlegung und Anlagenbau für das Postministerium spezialisiert war.
Militärische Baueinheiten gab es vereinzelt auch im Bauministerium der DDR.
Kurz vor der deutschen Wiedervereinigung bestanden acht Bauregimenter und zehn schwere Bataillone. Mit der zunehmenden Wirtschaftskrise mussten ab 1988 alle Soldaten des dritten Diensthalbjahres für die zivile Wirtschaft arbeiten. 1989 wurden rund 10.000 Soldaten in dieser Art eingesetzt.

### Luftstreitkräfte

Hoheitszeichen der Luftfahrzeuge der NVA

Mit Gründung der NVA wurden zwei Kommandos gebildet. Generalmajor Zorn wurde Chef der LSK und Chef der LV Oberst Bauer. Am 31. Mai 1957 wurde aus den bis dahin selbständigen Kommandos Luftstreitkräfte und Luftverteidigung das gemeinsame Kommando LSK/LV gebildet.
Die Luftstreitkräfte/Luftverteidigung waren gegliedert in:
- direkt dem Kommando LSK/LV unterstellte Truppenteile/Einheiten
- die 1. Luftverteidigungsdivision (NVA) (1. LVD) – Cottbus
- die 3. Luftverteidigungsdivision (NVA) (3. LVD) – Neubrandenburg
- das Führungsorgan Front- u. Militärtransportfliegerkräfte (NVA) (FO FMTFK) – Strausberg

### Volksmarine

Flagge der Volksmarine

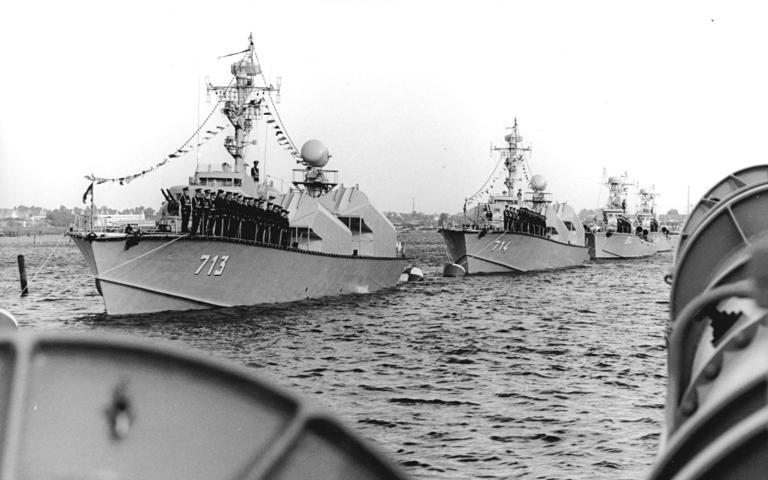
Schnellboote bei einer Parade

Die Seestreitkräfte, 1960 in Volksmarine umbenannt, gliederten sich (Stand etwa 1985) in
- die 1. Flottille in Peenemünde
- die 4. Flottille in Rostock-Warnemünde
- die 6. Flottille auf dem Bug bei Dranske auf Rügen
- die 6. Grenzbrigade Küste in Rostock (war der Volksmarine nur organisatorisch unterstellt)

Außerdem gab es ein Marinehubschraubergeschwader (MHG-18) in Parow, ein Marinefliegergeschwader (MFG-28), ein Marine-Pionierbataillon (MPiB-18), ein Kampfschwimmerkommando 18 (KSK-18), ein Küstenraketenregiment (KRR-18), ein Küstenverteidigungsregiment (KVR-18, vormals Mot.-Schützenregiment-28) (ab 1988), ein Marineversorgungslager (VL-18), ein zentrales Munitionslager (ML-18), eine Wartungskompanie (WK-18), den Seehydrographischen Dienst der DDR (SHD) und weitere Ausbildungs-, Erprobungs- und Sondereinrichtungen.
Für die Führung der Volksmarine im Kriegsfall war der Hauptgefechtsstand Tessin vorbereitet.
Chefs der Seestreitkräfte/Volksmarine
- Konteradmiral Felix Scheffler 1. März 1956 bis 31. Dezember 1956; als Kommandeur Seestreitkräfte
- Vizeadmiral Waldemar Verner 1. Januar 1957 bis 31. Juli 1959; als Kommandeur Seestreitkräfte
- Konteradmiral Wilhelm Ehm 1. August 1959 bis 31. Juli 1961
- Konteradmiral Heinz Neukirchen 1. August 1961 bis 24. Februar 1963; mit der Führung beauftragt
- Admiral Wilhelm Ehm 25. Februar 1963 bis 30. November 1987
- Admiral Theodor Hoffmann 1. Dezember 1987 bis 17. November 1989
- Vizeadmiral Hendrik Born 11. Dezember 1989 bis 2. Oktober 1990

### Grenztruppen

Vorläufer der Grenztruppen waren die 1946 geschaffenen Grenzsicherungskräfte der Grenzpolizei, die 1952 in Deutsche Grenzpolizei umbenannt wurden.
Die Grenztruppen in der DDR waren eine dem Ministerium für Nationale Verteidigung (MfNV) unterstehende, eigenständige militärische Formation der Bewaffneten Organe der DDR zur Sicherung der territorialen Integrität und Überwachung an der land- und seeseitigen Staatsgrenze der DDR.
Im Frieden hatten sie Grenzverletzungen zu verhindern. Im Fall bewaffneter Konflikte und im Verteidigungszustand sollten sie Gefechtshandlungen an der Staatsgrenze führen können und die Deckung der Heranführung von Streitkräften des Warschauer Vertrages an die Staatsgrenze unterstützen.
Im Zusammenhang mit der Festlegung von Obergrenzen für die Truppenstärken der europäischen Staaten wurden die Grenztruppen 1973 de jure aus der NVA ausgegliedert und in Grenztruppen der DDR (GT) umbenannt. Mit den politischen Umbrüchen ab 1989 wurden die Grenztruppen schrittweise in ihrer Stärke reduziert und schließlich zum 30. September 1990 aufgelöst.

### Militärische Aufklärung
Entsprechend der sowjetischen Militärtradition wurde mit der Gründung der NVA auch ein militärischer Nachrichtendienst (militärischer Aufklärungsdienst) eingerichtet, bei dem die GRU Pate stand. Von dem jungen MfS argwöhnisch als unliebsamer Konkurrent betrachtet, setzte sich aber das sowjetische Militär damit durch und sorgte formal für eine relative Unabhängigkeit der Verwaltung Aufklärung, die direkt dem Büro des Ministers referierte. Der Dienst hatte sein Hauptquartier in Berlin-Treptow (Tarnbezeichnung am Objekteingang: Mathematisch-Physikalisches Institut der NVA) und war in der DDR weitgehend unbekannt. Obwohl rechtlich ein unabhängiger Nachrichtendienst, unterstand er faktisch jedoch der Kontrolle der Hauptabteilung I des MfS, die ihn sowohl mit „inoffiziellen Mitarbeitern“ infiltriert, als auch an entscheidenden Führungspositionen Offiziere im besonderen Einsatz (OibE)s platziert hatte. Dennoch existierten offizielle Abkommen zwischen den beiden zuständigen Ministerien, die das Anwerben von Quellen untereinander regelten (keine Doppelanwerbung, gemeinsame Quellennutzung nur in Ausnahmefällen) und der Verwaltung Aufklärung alle Rechte gab, nachrichtendienstlich unabhängig zu arbeiten (Legenden, agenturische Arbeit, Führen von eigenen Quellen im Operationsgebiet Bundesrepublik Deutschland).

## Rekrutierung und Ausbildung

### Einberufung

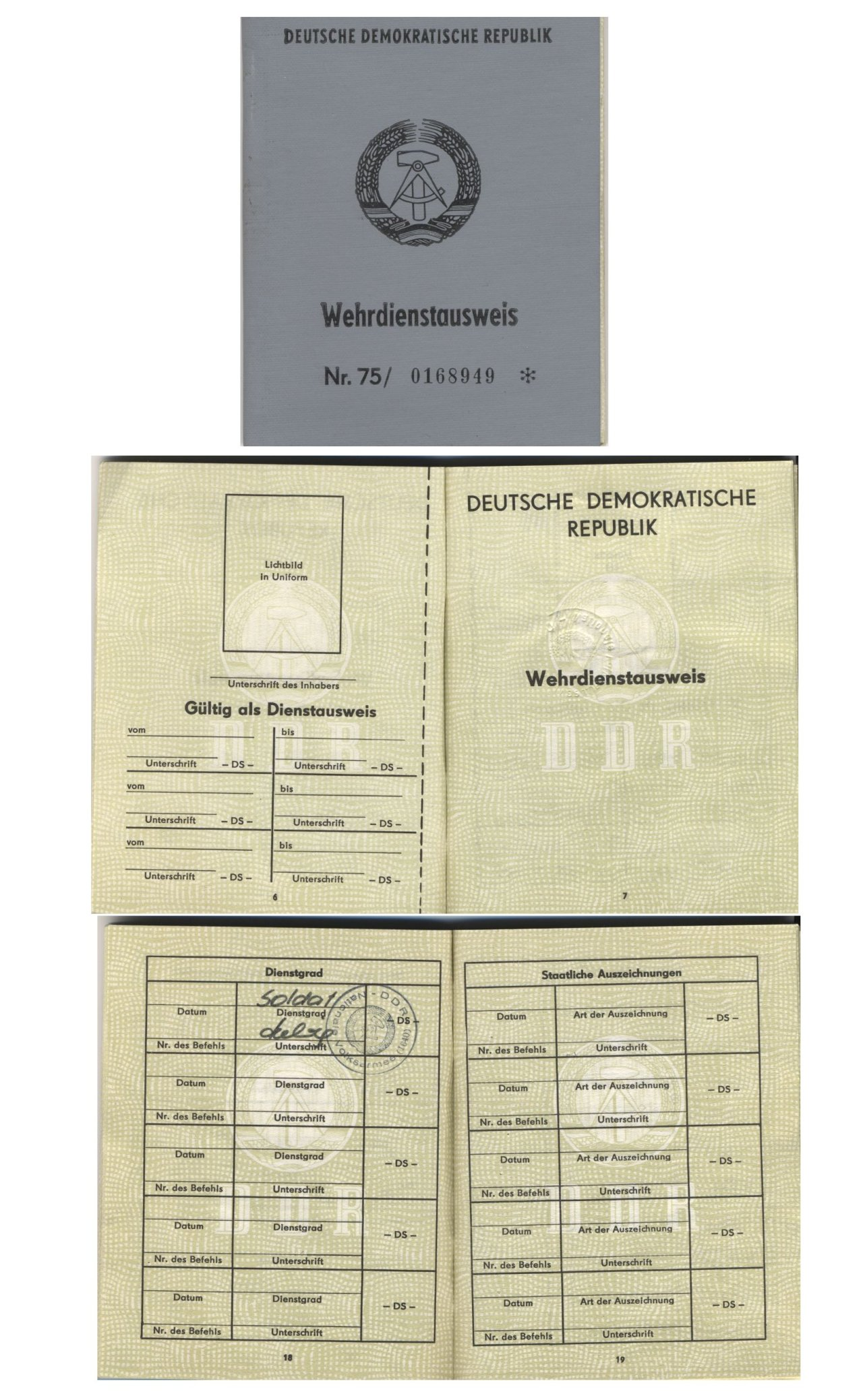
Wehrdienstausweis der NVA

Das allgemeine Wehrpflichtgesetz vom 24. Januar 1962 legte einen Grundwehrdienst von 18 Monaten fest. Es wurde nahezu jeder Mann vom 18. bis zum 26. Lebensjahr eingezogen. Altersgrenze für die Einberufung ungedienter Männer war der 31. Dezember des Jahres, in dem das 26. Lebensjahr vollendet wurde. Eine Einberufung zum Grundwehrdienst über dieses Alter hinaus bis zum vollendeten 35. Lebensjahr konnte nur erfolgen, wenn sich der Wehrpflichtige der Ableistung des Grundwehrdienstes mutwillig entzogen hatte oder zeitweise von der Ableistung des Wehrdienstes ausgeschlossen war. Der Wehrdienst konnte auch nach ihrer de jure-Ausgliederung aus der NVA weiterhin bei den Grenztruppen der DDR absolviert werden.
Eine Einberufung zu den kasernierten Einheiten der Volkspolizei (VP-Bereitschaften und weitere Truppenteile und Einheiten), der Zivilverteidigung und dem Wachregiment des Ministeriums für Staatssicherheit war als Wehrersatzdienst möglich. Faktisch, wenn auch inoffiziell (ohne Beschluss des Verteidigungsrates), wurden ebenso die Mitglieder der Kampfgruppen der Arbeiterklasse vom Wehrdienst ausgenommen.
Ein ziviler Wehrersatzdienst war in der DDR bis 1990 nicht möglich. Auf Druck der Kirchen führte die DDR jedoch 1964 innerhalb der NVA sogenannte Baueinheiten ein, in denen eine Ableistung des Wehrdienstes ohne Waffe als Bausoldat möglich war. Obwohl diese Möglichkeit bestand, wurden die Bausoldaten von der NVA kritisch gesehen und planmäßig in der DDR-Gesellschaft bei Ausbildung und Berufswahl benachteiligt. Im Dienstbetrieb waren die regulären Soldaten von den Bausoldaten streng getrennt, da man einen moralisch schädlichen Einfluss der Bausoldaten auf die Truppe fürchtete. Oft waren die Arbeitsbedingungen der Bausoldaten unzumutbar. Die Männer wurden neben Bauaufgaben im Braunkohletagebau, in der chemischen Industrie, beim Gleisbau oder auch in der Krankenpflege eingesetzt. Zwischen 1964 und 1990 dienten rund 12.000 bis 15.000 Männer als Bausoldaten. Mit dieser Regelung nahm die DDR eine Ausnahmestellung unter den Staaten des Warschauer Pakts ein.
Längerdienende konnten Laufbahnen als Unteroffizier auf Zeit (UaZ) mit einer Regeldienstzeit von drei Jahren, Laufbahn Berufsunteroffizier (BU) mit einer Regeldienstzeit von zehn Jahren, Fähnrich (seit 1973) mit einer Regeldienstzeit von 15 Jahren, Offizier auf Zeit (OaZ) mit einer Regeldienstzeit von drei, später vier Jahren oder Berufsoffizier (BO) mit einer Regeldienstzeit von 25 Jahren einschlagen.
In den schwimmenden Einheiten der Volksmarine betrug die Dienstzeit für Matrosen drei Jahre, für Maate vier Jahre und bei fallschirmspringenden Einheiten drei Jahre. Dies waren in der Regel freiwillige Soldaten auf Zeit.
Wehrpflichtige, die einen Studienplatz anvisierten, wurden oft schon von Lehrern und Schuldirektoren in ihren Schulen aufgrund des zunehmenden Bedarfs an qualifizierten Unteroffizieren in der NVA auf die Laufbahn Unteroffizier auf Zeit oder Offizier auf Zeit gedrängt. Gleichermaßen wurden jedoch auch Lehrlinge in der Berufsausbildung und Grundwehrdienstleistende angesprochen. Anreize waren die in Aussichtstellung einer Förderung der beruflichen Entwicklung und die Möglichkeit eines höheren Stipendiums. In diesen Anwerbegesprächen wurde oft ein unverhältnismäßiger Druck auf die Jugendlichen ausgeübt, da die „Werber“ in den Schulen und Wehrkreiskommandos gehalten waren, jeden zweiten bis dritten Wehrpflichtigen als Längerdienenden zu werben.
Frauen konnten freiwillig Laufbahnen in den Rückwärtigen und Medizinischen Diensten als Unteroffizier auf Zeit, Berufsunteroffizier, Fähnrich oder ab 1984 als Berufsoffizier einschlagen, soweit dies aus Gründen der körperlichen Belastung zulässig war. Der höchste dort von einer Frau erreichte Dienstgrad war Oberst.
Ab 1988 gab es eine verkürzte Dienstzeit im Grundwehrdienst für Studienbewerber bestimmter Fachrichtungen. Ursache war der Arbeitskräftemangel in einigen Branchen der Volkswirtschaft, vor allem bei Ingenieuren in den Schlüsseltechnologien sowie bei der Eisenbahn, so dass die Staatsführung bestrebt war, den Zugang zum Studium zu beschleunigen. So kam es für angehende Studenten in den Studiengängen Informationstechnik, Elektrotechnik sowie Informatik bei nicht immer transparenten Voraussetzungen zu einer offiziellen Verkürzung der Dienstzeit auf neun Monate ohne weitere Konsequenzen, was den Wehrpflichtigen mit der Ausgabe der Studienzulassungen bekannt gegeben wurde. Der verkürzte Grundwehrdienst mit einem intensivierten Ausbildungs-, Trainings- und Wachprogramm wurde in Stahnsdorf, Oranienburg und Mühlhausen/Thüringen absolviert, deren gesamter Bestand an Soldaten bis auf wenige Ausnahmen verkürzt diente, um eventuelle Erscheinungen der EK-Bewegung zu unterdrücken. Außerdem gab es einzelne Kompanien mit verkürzter Dienstzeit auch in Torgelow. Die Wehrdienstverkürzung galt auch für angehende Studenten, die sich freiwillig auf drei Jahre als Unteroffiziere auf Zeit verpflichtet hatten.
Ebenfalls aufgrund Arbeitskräftemangels kam es ab 1988 zum Einsatz von Soldaten mit entsprechenden Berufsausbildungen in der Volkswirtschaft, konkret in Bereichen der Schlüsseltechnologien sowie als Lokführer oder Stellwerksmeister und Fahrdienstleiter bei der Eisenbahn. Diese Soldaten gingen anfangs in Uniform in reguläre Betriebe, nach Feierabend aber zurück in ihre Kasernen. Nachdem sich das wegen des Schichtdienstes und der Wege als unzweckmäßig erwies, richtete man Unterkünfte in Ledigenwohnheimen der Betriebe ein. Der Versuch, dort eine militärische Organisation aufrechtzuerhalten, musste nach einigen Wochen wegen der Arbeitsbelastung und wiederum der Schichtdienste weitgehend aufgegeben werden. Ein Betrieb, der Soldaten beschäftigte, war beispielsweise das Werk für Fernsehelektronik (WF) in Berlin-Oberschöneweide.

### Offiziere und Unteroffiziere

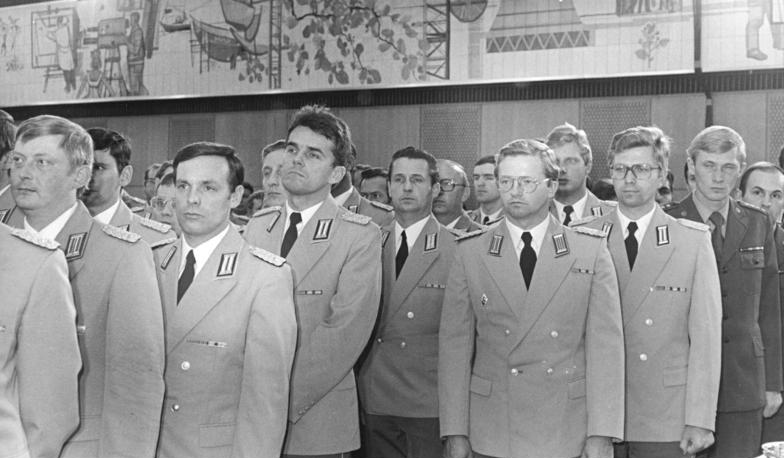
Absolventen der Militärakademie der NVA sowie sowjetischer Militärakademien werden am 19. Oktober 1981 im Amtssitz des Staatsrates der DDR von Erich Honecker empfangen

Die Offiziersausbildung erfolgte in den Offiziershochschulen:
- der Landstreitkräfte (Offiziershochschule „Ernst Thälmann“) in Löbau und Zittau, ebenso in Prora/Rügen (Offiziershochschule für ausländische Militärkader „Otto Winzer“)
- der Luftstreitkräfte/Luftverteidigung (Offiziershochschule „Franz Mehring“) in Kamenz, später Ausbildung der Piloten in Bautzen und Rothenburg
- der Volksmarine in Stralsund/Schwedenschanze (Offiziershochschule „Karl Liebknecht“)
- der Grenztruppen in Plauen, ab 1984 in Suhl (Offiziershochschule „Rosa Luxemburg“)

Für die Ausbildung von Sanitätsoffizieren bestand in Greifswald ab 1955 die Militärmedizinische Sektion an der Universität Greifswald und ab 1981 die Militärmedizinische Akademie Bad Saarow. Zur Vorbereitung auf die Offiziersausbildung gab es auch von 1956 bis 1960 eine Kadettenschule in Naumburg (Saale).
Weiterhin gab es mehrere Unteroffiziersschulen für Unteroffiziere auf Zeit (UaZ) und Berufsunteroffiziere. Letztere erwarben in einem zweiten Lehrgang nach einigen Dienstjahren den Meisterabschluss.
Ausgewählte Kader konnten ab 1959 auch zu einem Direktstudium an verschiedene Offiziershochschulen in der Sowjetunion delegiert werden.

### Führungskader

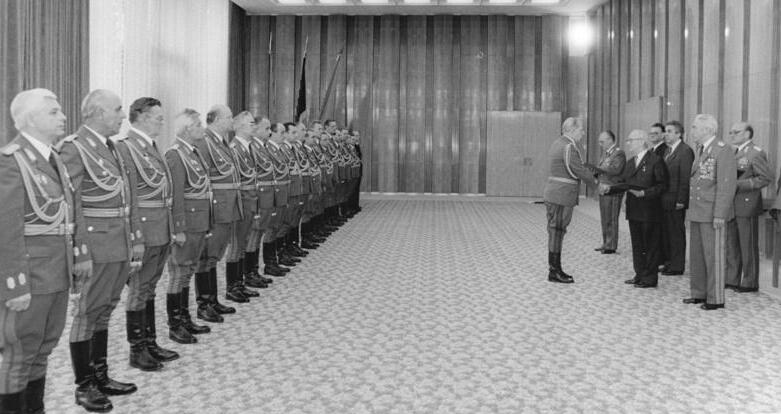
Auszeichnungen, Beförderungen und Ernennung von Generalen durch Erich Honecker

Die weiterführende Ausbildung der Führungskader ab Regiment aufwärts erfolgte an:
- der Militärakademie „Friedrich Engels“ der NVA in Dresden (einschließlich pro Jahr zehn VP-Offiziere) und
- der Militärpolitischen Hochschule „Wilhelm Pieck“ in Berlin-Grünau (Politoffiziere).
- Ein nicht unbedeutender Teil der Führungskader der NVA und ihres Vorgängers KVP absolvierte ab 1952 sowjetische Militärakademien, Militärhochschulen bzw. ähnliche Einrichtungen.

Im Jahre 1989 dienten 120.000 der 2,7 Millionen Mitglieder oder Kandidaten der SED in der NVA und den Grenztruppen der DDR. Unter den einfachen Soldaten und Gefreiten lag der SED-Anteil bei 6 bis 7 Prozent, bei den Unteroffizieren auf Zeit bei 14 Prozent, im gesamten Unteroffizierskorps aber etwa bei 35 Prozent, weil der Anteil bei den Berufsunteroffizieren etwa 60 Prozent betrug. Von der Gesamtanzahl aller Offiziere (1989 über 40.000, 1990 noch 36.000) und Fähnriche machten die sozialistischen Genossen einen Anteil von 94 Prozent (einschließlich der Offiziere auf Zeit 90 Prozent) aus, weitere 4 bis 5 Prozent gehörten den Blockparteien an. Politoffiziere jedoch waren ausnahmslos SED-Mitglieder.
Unter den Berufsoffizieren jedoch betrug der SED-Anteil 96 Prozent, ab dem Dienstgrad Major aufwärts 98 bis 99 Prozent, ab dem Dienstgrad Oberstleutnant aufwärts dann 100 Prozent. Bis 1989 war jeder Verteidigungsminister Mitglied des Politbüros.

### Reserve

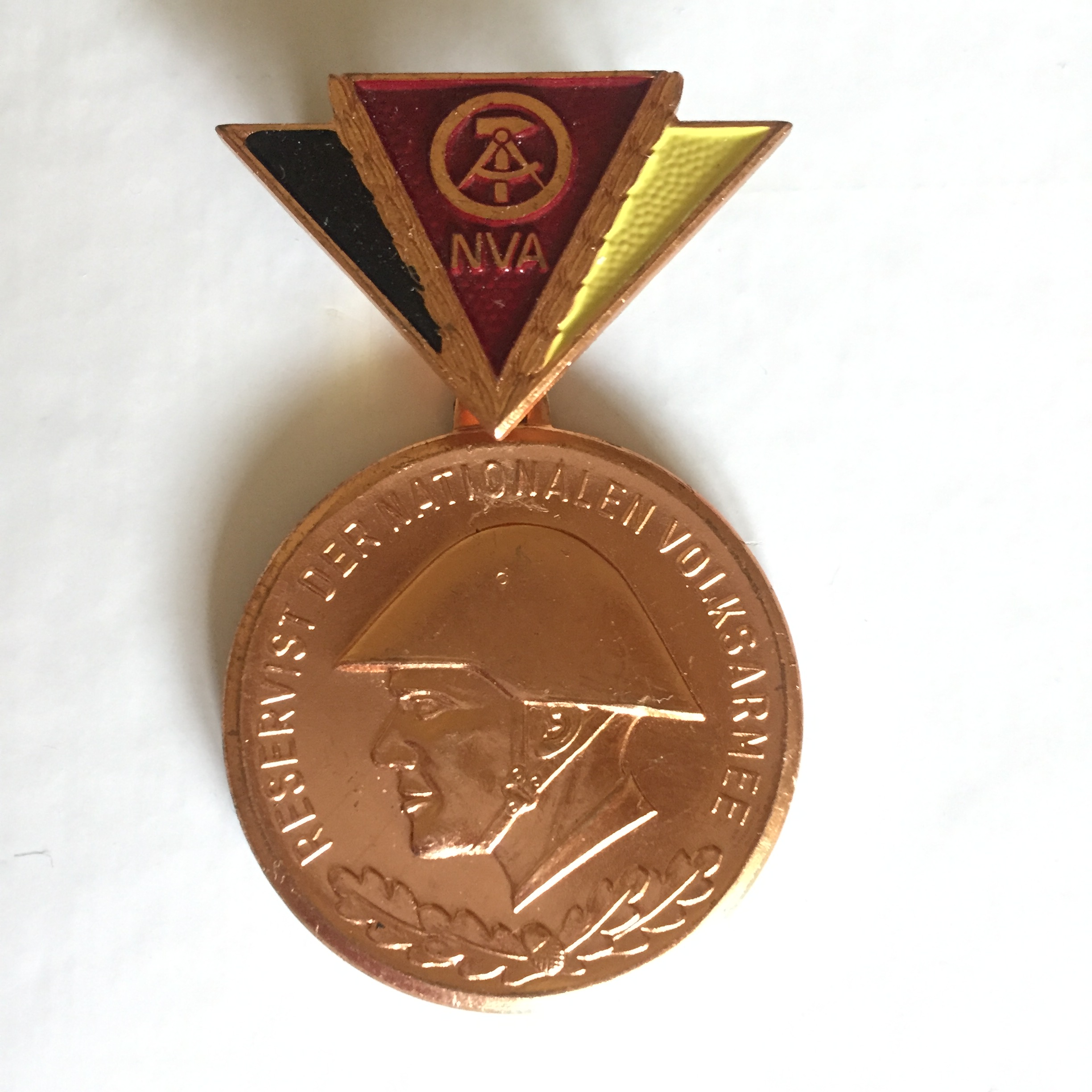
Reservistenabzeichen der NVA

Anders als in der Bundesrepublik konnte die NVA nur auf ein kleines Kontingent an Reserveoffizieren zurückgreifen. Dies lag insbesondere am vergleichsweise schlechten Ansehen der Streitkräfte in der ostdeutschen Öffentlichkeit und den teilweise vorhandenen Organisationsdefiziten bzw. der mangelnden Ausrüstung der Truppe.
Andere Quellen sprechen von einer Militarisierung der DDR-Gesellschaft, die auch darauf beruht, dass etwa 27 Prozent der zivilen Hochschul- und Universitätsabsolventen eine Ausbildung zum Reserveoffizier (RO) durchlaufen haben und mindestens den Dienstgrad Leutnant d.R. trugen. Dazu wurden zentrale Ausbildungseinrichtungen in Seelingstädt und das Ausbildungszentrum in Burg bei Magdeburg unterhalten. Etwa 11 Prozent dieser ROs sollen bis 1989 als Reservisten aktiv als Offiziere der NVA und Grenztruppen gedient haben.
Im Jahr 1961, also bereits vor Einführung der allgemeinen Wehrpflicht, standen rund 400.000 Männer zur Verfügung, die eine militärische Ausbildung absolviert hatten, was rund 14 Prozent der wehrfähigen Männer insgesamt entsprach. In den letzten Jahren der DDR standen knapp 2,62 Millionen Mann als potenzielle Reservisten bereit, davon rund 2 Mio. mit Erfahrung aus dem Wehrdienst. Jährlich wurden rund 80.000 Reservisten zu Übungen eingezogen, was insbesondere wegen der Kurzfristigkeit der Anordnung, der schlechten Lebensbedingungen in den Kasernen und der für Spezialisten hohen Frequenz von Wehrübungen unbeliebt war.

### Mobilmachung
Die Mobilmachung der NVA im Fall eines drohenden Krieges war, wie in bei anderen Armeen des Warschauer Pakts, in einen Plan zur Ausrichtung von Staat und Gesellschaft insgesamt auf die Kriegsführung eingebettet. Beispielsweise diente die Verwaltungsreform von 1952, als die Länder aufgelöst und Bezirke geschaffen wurden, auch der Angleichung der zivilen und der militärischen regionalen Zuständigkeit. Die Vorbereitung auf die Mobilmachung unterlag strikter Geheimhaltung. So wurden die Deckbegriffe „Umstellung“ und „Berechnungsarbeit“ oder „B-Arbeit“ verwendet. In Ministerien und Planungskommissionen waren sogenannte „B-Kader“ angesiedelt, die Mobilmachungspläne für den jeweiligen Bereich ausarbeiteten und aktualisierten.
Eine durchgängig organisierte Mobilmachungsvorbereitung im größeren Umfang war erst nach der Schließung der Grenze zu West-Berlin ab 1962 möglich. Weitgehend mobilmachungsunabhängig waren die Truppen der ersten operativen Staffel, die durch ihren ständig hohen Bereitschaftsgrad praktisch übergangslos Kampfhandlungen aufnehmen konnte. Die Mobilisierungsplanung betraf vor allem die folgenden Staffeln.
In der gesamten NVA besaß die schnelle Einsatzbereitschaft einen hohen Stellenwert. Vom Ministerium für Nationale Verteidigung bis hinab auf Kompanieebene waren jederzeit Diensthabende verfügbar, die im Fall einer Alarmierung durch ein Signalwort per Drahtfunk versiegelte Umschläge öffnen und die Anweisungen je nach Mobilisierungsgrad ausführen sollten. Innerhalb von 20 Minuten hätten auf diesem Weg alle Einheiten der NVA alarmiert werden können. Von Beginn der 1980er Jahre an wurde zudem das Alarmierungssystem Schnur eingeführt. Die Mobilmachung war in vier Abstufungen vorgesehen: Ständige Gefechtsbereitschaft (SG), Erhöhte Gefechtsbereitschaft (EG), Gefechtsbereitschaft bei Kriegsgefahr (GK) und Volle Gefechtsbereitschaft (VG). Dabei stellte SG den Normalzustand für sechs Divisionen und damit einen Großteil der NVA dar, aber im internationalen Vergleich einen sehr hohen Bereitschaftsgrad: Jederzeit mussten 85 Prozent des Personals in den Kasernen anwesend sein. Bei EG wurde eingelagerte Militärtechnik einsatzbereit gemacht. GK bedeutete die komplette Einsatzbereitschaft aller Führungsstrukturen von NVA und Grenztruppen sowie den Beginn der Übernahme von Material aus der zivilen Wirtschaft. Bei VG sollte die gesamte Truppe kriegseinsatzfähig sein.
Die vollständige Mobilisierung zielte in erster Linie darauf, die Verbände der SG auf volle Kampfkraft zu bringen. Innerhalb zweier Tage sollten außerdem fünf teilaktive Mot.-Schützendivisionen mobilisiert werden und weitere zwei Tage später voll verwendungsfähig sein. Dazu kamen zahlreiche weitere Einheiten und Dienststellen, die erst im Kriegsfall gebildet werden sollten, aber fest eingeplant waren. Dabei bildete die Unterstützung für verbündete Streitkräfte, insbesondere die Gruppe der Sowjetischen Streitkräfte in Deutschland, eine wichtige Aufgabe. Dazu waren zwei Straßenkommandantendienstbrigaden, eine Straßenbrückenbaubrigade, eine Eisenbahnbrigade, 18 selbstständige Transportbataillone, zwölf selbstständige Kraftfahrzeugbataillone, fünf selbstständige Sanitätstransportkompanien, zehn Lazarettzüge und 400 weitere Kraftfahrzeuge mit Fahrern bereitzustellen. Dies wäre nur durch umfangreiche Übernahmen von ziviler Ausrüstung möglich gewesen. Nach einer Erhebung für 1986 waren dazu 43 Prozent aller Nutzfahrzeuge ab 1,3 Tonnen, 67 Prozent der Planierraupen und 56 Prozent aller Notstromaggregate in der DDR nötig. Die einzelnen dafür vorgesehenen Fahrzeuge und Maschinen waren im Vorhinein registriert. Personell wäre die NVA im Jahr 1987 bei voller Mobilmachung von rund 155.000 auf 281.000 Mann angewachsen. Zudem verpflichtete sich die DDR im Jahr 1961 gegenüber dem Vereinten Oberkommando des Warschauer Pakts, zahlreiche Straßen und Eisenbahnlinien auszubauen und mit Ausweichstrecken zu versehen. Bis 1965 sollte zudem Baumaterial für 17 Ausweichbrücken über Elbe, Mulde, Oder und Neiße zur Verfügung stehen. 1975 folgte eine weitere ähnliche Vereinbarung, die unter anderem weitere Ausbauten von Straßen, Schienen und Wasserwegen, Häfen und Landeplätzen sowie die Überlassung von 12.000 zwei- und 2400 vierachsige Transportplattenwagen an Polen vorsah. Zudem wurden Vorräte an Lebensmitteln, Medizinmaterial und Industrierohstoffen angelegt, die Staat und Volkswirtschaft über das erste Kriegsjahr hinweg komplett versorgen sollten. 1971 betrug der Wert dieser Reserven knapp zwei Milliarden DDR-Mark. Zudem setzte in den 1960er Jahren ein umfassendes Bunkerbauprogramm ein, das gesicherte Arbeitsstätten auch für zivile Verwaltungsstellen und Organe der inneren Sicherheit bereitstellen sollte und bis zur deutschen Wiedervereinigung nicht abgeschlossen war.

## Ausrüstung

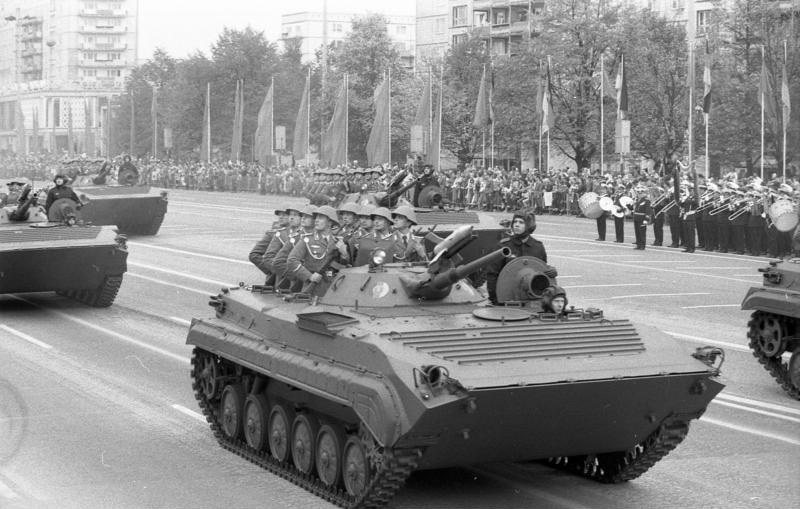
BMP-1-Schützenpanzer anlässlich des 39. Jahrestags der Gründung der DDR, 1988

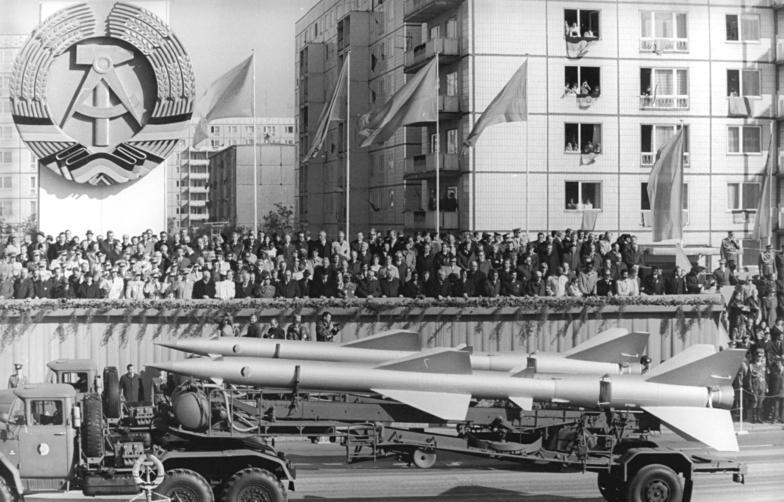
Truppenparade zum 30. Jahrestag der Gründung der DDR mit einer Formation Flugabwehrraketen vom Typ S-75/SA-2 Guideline, 1979

Der Großteil der Waffen der NVA kam aus der UdSSR. Darunter befanden sich z. B.:
- Kampfpanzer: T-34, T-54, T-55 und T-72
- Schützenpanzer: BMP-1 und BMP-2, SPW 60PB
- Spähpanzer: BRDM-1, BRDM-2 und PT-76 (leichter Panzer)
- Transportpanzer: MT-LB, BTR-40, BTR-50, BTR-60, BTR-70 und BTR-152
- Artillerie: gezogene 57-, 100-, 122-, 130- und 152-mm-Geschütze, Selbstfahrlafetten 2S1 und 2S3, FROG (Rakete), R-17, RM-70, OTR-23 Oka (SS-23 Spider), OTR-21 Totschka (SS-21 Scarab)
- Flugabwehrraketen: S-75, S-125 Newa, 2K11 Krug, S-200, 2K12 Kub, 9K32 Strela-2, 9K33 Osa, S-300PMU, 9K34 Strela-3 und 9K310 Igla-1
- Kanonenflugabwehr: S-60 (57 mm), ZSU-57-2 und ZSU-23-4
- Handfeuerwaffen: Pistole M, Tokarew TT-33; Selbstladegewehr SWT-40, Karabiner S, Gewehr Modell 1891/30 (Modell 1938, Modell 1944), MPi 41, MPi K(S) (AK-47), MPi KM (AKM), MPi KM(S)72, MPi AK(S)74(NK)(AK-74), RPD, lMG K, PK, Dragunow, RPG-7 und RPG-18
- Fluggerät:
  - Kampfflugzeuge und Jagdbomber: MiG-15, MiG-17, MiG-19, MiG-21, MiG-23, MiG-29, Iljuschin Il-28 und Suchoi Su-22
  - Passagierflugzeuge: Antonow An-14, Il-14, Il-62, Tu-124, Tu-134, Tu-154
  - Transportflugzeuge und sonstige: Antonow An-26, An-2, Let L-410 und Polikarpow Po-2
  - Trainingsflugzeuge: Jakowlew Jak-11, Jakowlew Jak-18, Aero L-29, Aero L-39 und Zlín Z-226
  - Hubschrauber: Mil Mi-2, Mil Mi-4, Mil Mi-8, Mil Mi-9, Mil Mi-14 und Mil Mi-24

Der Rest der Ausrüstung wurde in der DDR selbst produziert, oftmals mit Lizenz anderer Warschauer Paktstaaten.
z. B.: Bekleidung; Schiffe; leichte militärische Fahrzeuge (LKW und PKW).

### Beschaffungswesen und Rüstungsindustrie
Viele der rein staatlichen DDR-Rüstungsunternehmen waren fast gänzlich ohne ein ziviles „Standbein“ auf Produktion und Instandsetzung von Rüstungsgütern spezialisiert. Die direkte Rüstungsindustrie der DDR bestand 1989 aus 74 Unternehmen mit überwiegender bzw. anteiliger Rüstungsproduktion, in denen rund 42.000 Arbeitnehmer tätig waren. Dazu kamen noch eine Anzahl Zulieferbetriebe, so dass insgesamt etwa 130 Betriebe und Betriebsteile (Finalproduzenten und Zulieferer) mit der Produktion militärischer Güter sowie etwa 285 Betriebe und Betriebsteile (darunter 25 spezielle Instandsetzungsbetriebe) mit der Instandsetzung von militärischen Gütern beauftragt wurden und etwa 100.000 Arbeitnehmer beschäftigten.
Die Rüstungsunternehmen waren als selbstständige Betriebe oder Betriebsteile in die Kombinate eingeordnet, mit Ausnahme des Kombinates Spezialtechnik Dresden, das nur Rüstungsunternehmen umfasste. Dementsprechend unterstanden sie der Wirtschaftsleitung der Industrieministerien und später des Wirtschaftsministeriums der DDR und waren so (anders als etwa in der VR China) von der Armee deutlich getrennt. Die Initiative zu Rüstungsprojekten kam von entsprechenden Gremien in der SED. Der Anteil der Rüstungsproduktion an der industriellen Warenproduktion der Kombinate war je nach Erzeugnispalette unterschiedlich. Den größten Anteil Rüstungsproduktion hatten 1986 folgende Kombinate:
- VEB Kombinat Spezialtechnik Dresden 100,0 Prozent
- VEB Kombinat Carl-Zeiss Jena 21,8 Prozent
- VEB Schwermaschinenbaukombinat „Karl Liebknecht“ Magdeburg 15,9 Prozent
- VEB Textilkombinat Cottbus 14,4 Prozent (darunter der VEB Burger Bekleidungswerke mit 100,0 Prozent)
- VEB Kombinat Technische Textilien Karl-Marx-Stadt 12,7 Prozent
- VEB Kombinat TAKRAF Leipzig 8,7 Prozent
- VEB Kombinat Robotron Dresden 8,0 Prozent

Das produzierte Gesamtvolumen an wehrtechnischen Gütern und Dienstleistungen betrug 1989 insgesamt 3,7 Milliarden Mark, davon wurde Wehrtechnik in einem Wertvolumen von 1,4 Milliarden Mark exportiert. Hauptabnehmer war die Sowjetunion. Darunter fielen unter anderem Sturmgewehre der Serie Kalaschnikow, die beim VEB Geräte- und Werkzeugbau Wiesa in Lizenz gefertigt wurden. Es gab auch Exporte in das NSW. Um 1980 beliefen sich die Rüstungslieferungen an afrikanische Länder auf etwa 200 Millionen Mark jährlich. Darüber hinaus wurden auch Reparaturen von Jagdflugzeugen (VEB Flugzeugwerft Dresden, heute Elbe Flugzeugwerke GmbH) für befreundete Länder durchgeführt, wie auch für Iran und den Irak während deren gegeneinander geführten Krieges.
Das Gesamtvolumen entsprach etwa einem Prozent der industriellen Warenproduktion der gesamten DDR. Die Hauptleistungen umfassten die Instandsetzung und Modernisierung sowjetischer Wehrtechnik sowie die Produktion von Wehrtechnik auf Basis sowjetischer Lizenzen und eigener Entwicklungen für die Nationale Volksarmee sowie für die Armeen der Warschauer Paktstaaten. Die DDR führte 86 Prozent aller Instandsetzungen an militärischen Gütern für die eigenen bewaffneten Kräfte durch.
Haupterzeugnisse und Leistungen lagen insbesondere bei:
a) Instandsetzungen insbesondere sowjetischer Rüstungsgüter
b) Produktion von
- Schützenwaffen und Schützenwaffenmunition,
- Handgranaten, Minen und pyrotechnischen Mitteln,
- Panzerabwehrlenkraketenkomplexen und Feuerleiteinrichtungen,
- Kampf- und Hilfsschiffen,
- Brückenlegepanzern
- mobilen Spezialauf- und -einbauten auf Kraftfahrzeugen,
- mechanischer und elektronischer Sicherungstechnik,
- Ausbildungs- und Trainingsgeräten
- Dienst- und Schutzbekleidung sowie Tarnmitteln;

c) Wissenschaftlich-technische Leistungen auf den Gebieten
- Basistechnologien der Mikroelektronik und Fertigung von Bauteilen der Lichtleiternachrichtenübertragung
- Hochleistungs- und Infrarotoptik
- digitale und optisch parallele Bildverarbeitung
- optoelektronische Sensorik
- Lasertechnik
- Tarnmittel
- Technologien zur Instandsetzung von Wehrtechnik.

Im Gefolge des NATO-Doppelbeschlusses von Dezember 1979 und der 1983 vom US-Präsidenten Ronald Reagan verkündeten Strategic Defense Initiative SDI wurden auch die Rüstungsanstrengungen in der DDR intensiviert, wobei man sich auf die Militärelektronik konzentrierte. Ein Politbürobeschluss vom 24. Mai 1983 plante die militärischen Produktionsanteile des Kombinates Carl Zeiss Jena von 15,7 Prozent im Jahr 1983 auf 28 Prozent im Jahr 1990 zu steigern. Kernvorhaben waren die Entwicklung und Produktion eines Zielsuchkopfes für Luft-Luft-Raketen, eines optoelektronischen Zielsuchkopfes für Seezielraketen und Fernerkundungssysteme für den Krieg im Weltraum. Die Militarisierung der Mikroelektronik betraf den ganzen Industriebereich. Bis 1990 war annähernd eine Verdreifachung der militärischen Exporte gegenüber 1981/85 vorgesehen – was durch die Wahl Michail Gorbatschows zum Generalsekretär der KPdSU am 11. März 1985 nicht mehr zum Tragen kam.
Durch dessen Entspannungspolitik verlor die Rüstungsindustrie der DDR schlagartig ihren größten Abnehmer, die Sowjetunion, wie auch die dagegen eingetauschten Rohstoffe. Bereits Mitte 1986 ließ der Generaldirektor des VEB Carl-Zeiss Jena Wolfgang Biermann auf persönliche Weisung Honeckers eine Konzeption zur faktischen Einstellung der Militärprojekte erarbeiten. Eine Umstellung auf zivile Produktion führte wegen des zu hohen Anteils von Eigenproduktionen mikroelektronischer Bauelemente (1989 um 70 Prozent, Bundesrepublik rund 40 Prozent) zu untragbaren Kostenstrukturen.

### Nuklearwaffen

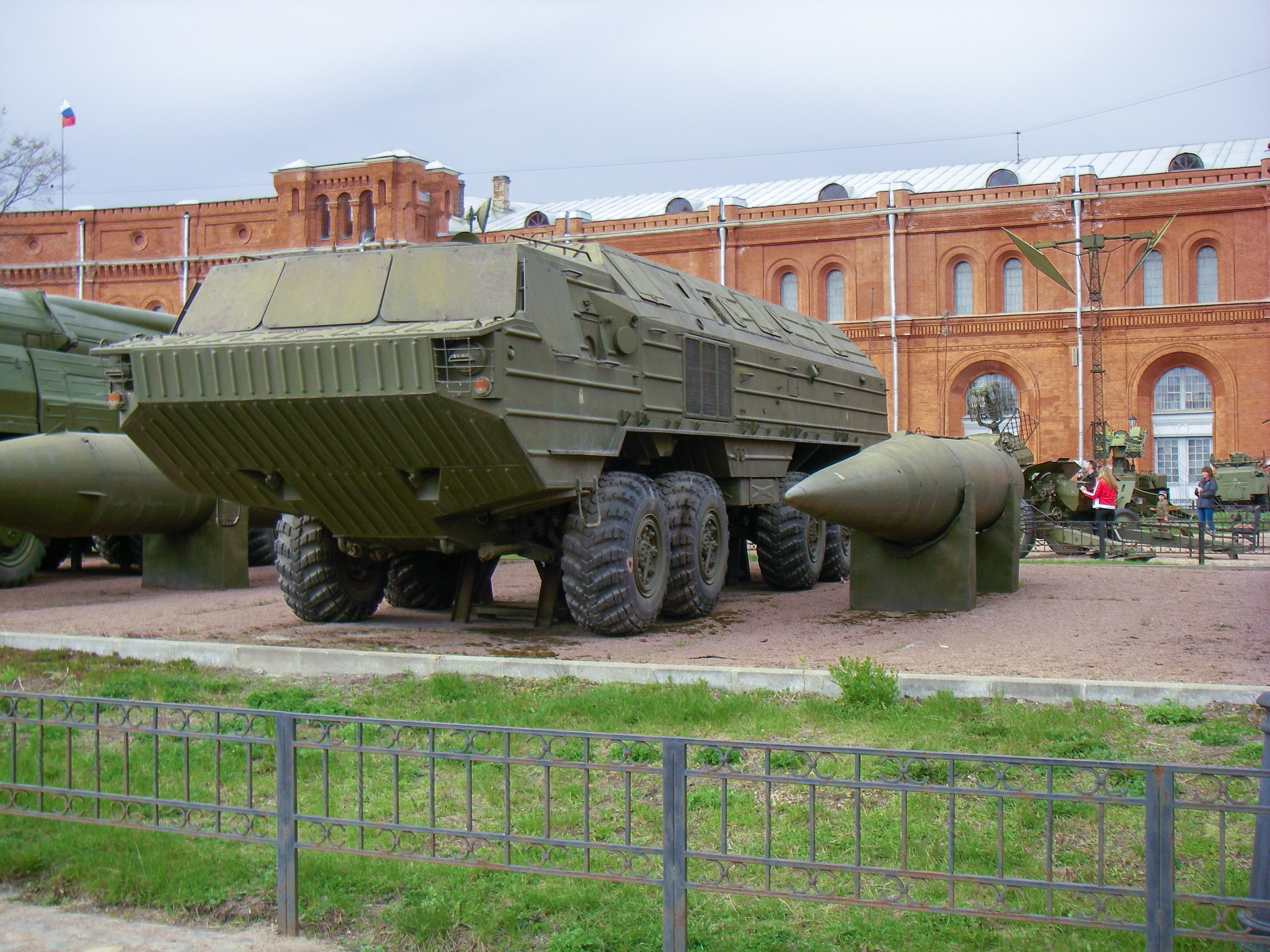
SS-23 Spider

Die NVA verfügte nicht über eigene Kernwaffen, aber über die Trägermittel, mit denen sowjetische Atomsprengköpfe hätten eingesetzt werden können, darunter das ab 1985 eingeführte Kurzstrecken-Raketensystem SS-23. Die Streitkräfte der Sowjetunion verwahrten u. a. in den Sonderwaffenlagern Himmelpfort und Stolzenhain und ähnlichen Einrichtungen nukleare Sprengköpfe, die im Kriegsfall an Einheiten der NVA ausgegeben werden sollten. Die nukleare Rolle der NVA unterlag strengster Geheimhaltung und war auch vielen hohen NVA-Offizieren unbekannt. Sie wurde erst nach Öffnung der NVA-Archive 1990 veröffentlicht. Der massive Einsatz taktischer Nuklearwaffen war einer 2008 erschienenen Studie zufolge ein zentrales Element der Strategie bei einem Krieg an der innerdeutschen Grenze und wurde in der DDR noch 1989 bei einer Stabsübung durchgespielt.

### Verwertung des Wehrmaterials der NVA ab 1990

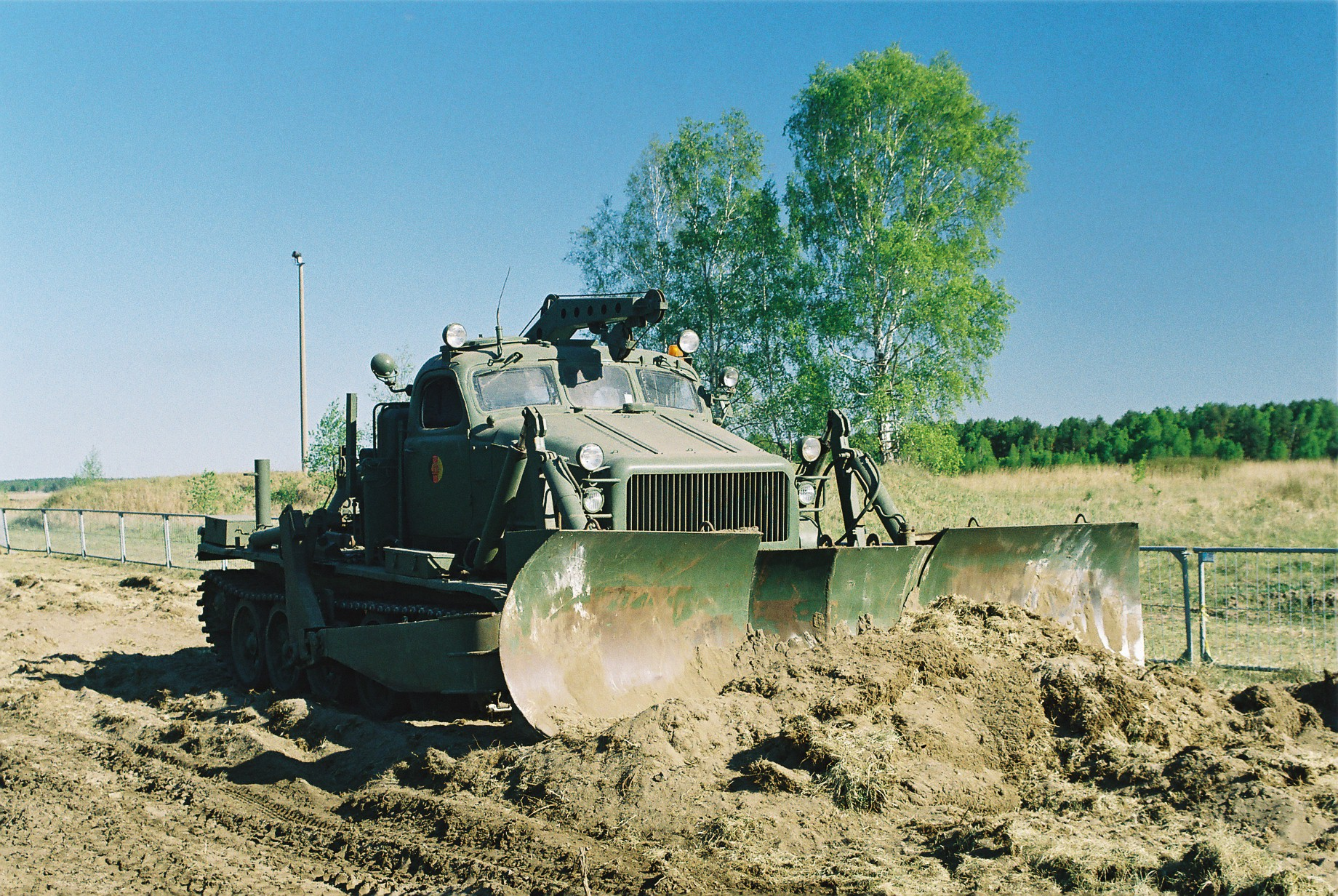
Planierraupe BAT-M der NVA

Die Hinterlassenschaft der NVA an Ausrüstung und Wehrmaterial war sehr umfangreich. Neben zahlreichem Großgerät übernahm die Bundeswehr große Mengen von Ausrüstung, Ersatzteilen, Verbrauchsmaterial der aktiven und nichtaktiven Verbände. Eine Materialübergabe mit entsprechender Dokumentation gemäß Bundeshaushaltsordnung und militärischer Vorschriften wurde nicht durchgeführt, es erfolgte vielmehr eine Übernahme vor Ort wie vorgefunden.
Es erfolgte eine Einteilung in drei Kategorien, die sich unter anderem am Bedarf, der Eignung für die gesamtdeutschen Streitkräfte und der Funktions- und Betriebssicherheit gemessen an den Vorschriften der Bundeswehr orientierte. Einstufung in die Kategorie I bedeutete eine dauernde oder zeitlich begrenzte Nutzung, die Kategorie II einen vorübergehenden Einsatz zur Aufrechterhaltung des Betriebs bis zum Übergang in die Kategorie III, die den Ausschluss der Nutzung und die Verwertung kennzeichnete.
Beispiele für Gerät der Kategorie I waren das Kampfflugzeug MiG-29, der Hubschrauber Mi-8 und der BMP-1. Material der Kategorie III wurde in sogenannten „Konzentrierungspunkten“ zusammengezogen, um den Aufwand für Bewachung und Betrieb der Liegenschaften zu minimieren. Hierfür wurde die bundeseigene „Material Depot Service Gesellschaft mbH (MDSG)“ mit der Bewachung und Lagerhaltung des Materials beauftragt und die VEBEG mit der Verwertung. Die MDSG beschäftigte 1.820 Mitarbeiter, die überwiegend von der Bundeswehr übernommen wurden. 1994 wurde die Gesellschaft privatisiert. Soweit das Wehrmaterial nicht unentgeltlich an Berechtigte in den neuen Bundesländern, an andere Ressorts, an Museen, an befreundete Staaten sowie im Rahmen humanitärer Hilfsleistungen an Drittstaaten abgegeben oder erlösbringend an diese verkauft werden konnte, wurde es vernichtet. (siehe dazu: Landmaschinen-Affäre). Vor dem Verkauf wurde zivil nutzbare Technik demilitarisiert. Flugzeuge des Typs L-39 Albatros wurden beispielsweise vielfach an Privatleute in die USA verkauft und fliegen dort noch heute.
Hinterlassen wurden:

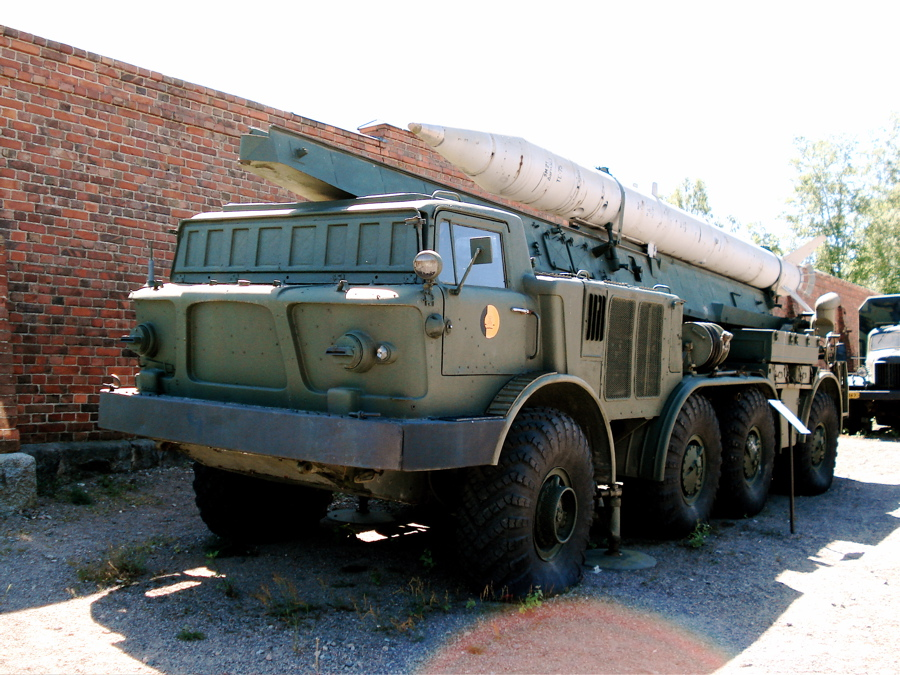
FROG-7B-Rakete (Luna-M) auf einem ZIL-135-Lkw der NVA

- 767 Luftfahrzeuge (Hubschrauber, Flugzeuge)
- 208 Schiffe und Boote
- 2.761 Kampfpanzer
- 9.467 gepanzerte (Kampf-)Fahrzeuge
- 133.900 Radfahrzeuge (PKW, LKW, Anhänger, Kräder etc.)
- 2.199 Artilleriewaffen
- 1.376.650 Handfeuerwaffen
- 303.690 Tonnen Munition
- 62.535 Tonnen flüssige kritische Stoffe (Raketentreibstoffe, Reinigungsmittel, Gefahrstoffe)

### Uniformen

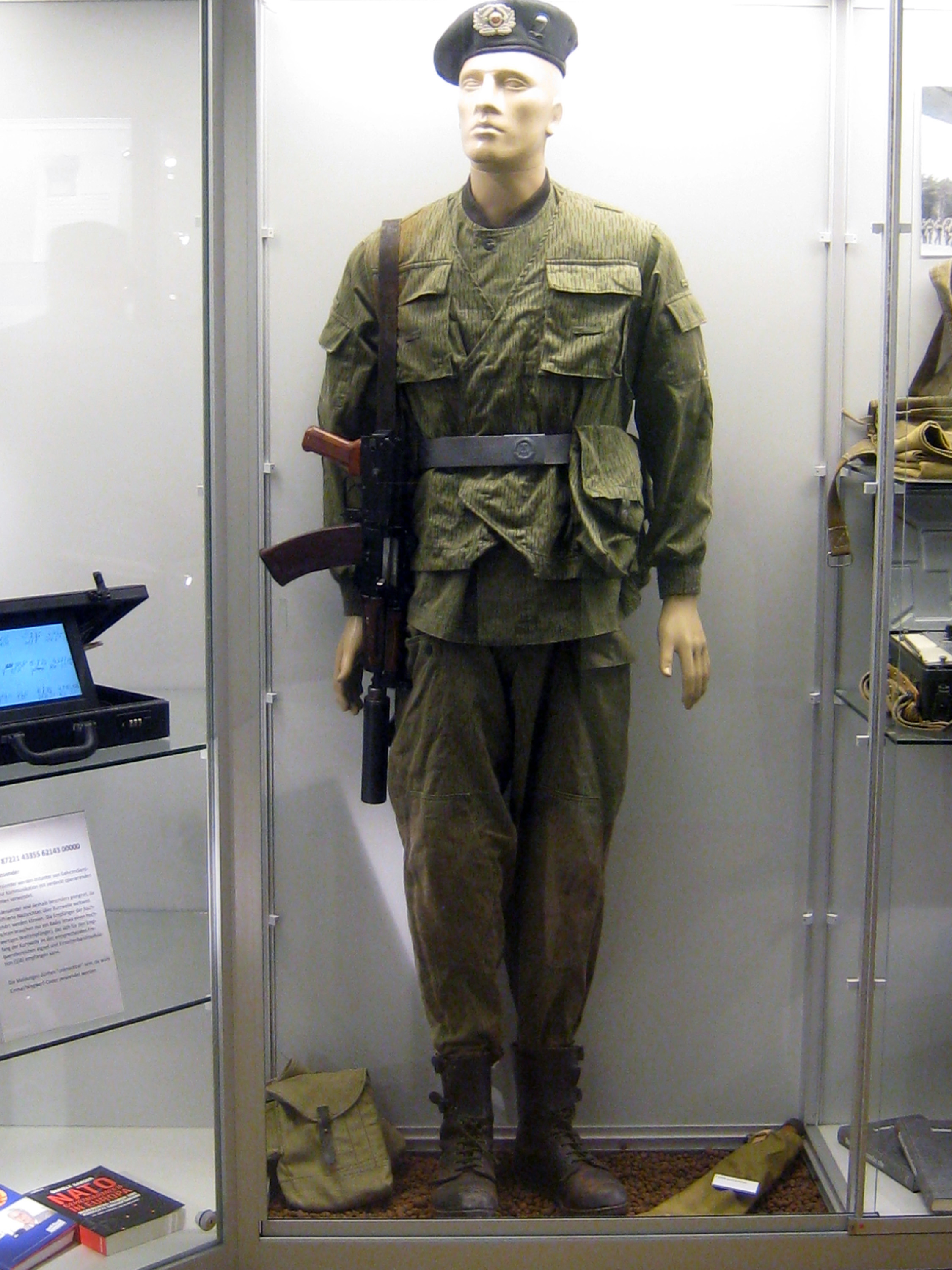
Felddienstanzug Fallschirmjäger mit pers. Waffe AKS-74U

Die ersten Militäreinheiten der Hauptverwaltung Ausbildung (HVA) waren in Polizeiblau gekleidet. Mit der Umstrukturierung zur Kasernierten Volkspolizei (KVP) 1952 wurden khakifarbene Uniformen eingeführt, die in Schnitt und Farbton stark denen der sowjetischen Armee ähnelten. Auf der Suche nach einer eigenen „deutschen“ und „sozialistischen“ Militärtradition verordnete die Staatsführung jedoch alsbald eine Änderung des Erscheinungsbildes. Demzufolge wurden mit Gründung der NVA 1956 wiederum neue Uniformen eingeführt. Diese ähnelten stark denen der Wehrmacht. Sie bestanden aus steingrauem Tuch und waren von ähnlichem Schnitt, allerdings verzichtete man ab 1974/79 auf hochgeschlossene dunkle Kragen (außer an den Mänteln der Landstreitkräfte). Der eigentümlich abgeflachte NVA-Helm entsprach dem von Adolf Fry und seinem Mitarbeiter Günther Hänsel vom Institut für Wehrtechnische Werkstoffkunde, Berlin, entwickelten Versuchsmuster „B/II“ der deutschen Wehrmacht, das sich seit 1943 in der Erprobung befunden hatte, aber nicht mehr eingeführt wurde. Die DDR-Zeitschrift „NBI“ schrieb 1956 über den neu eingeführten Stahlhelm: „Besser geschützt sind die Angehörigen der Nationalen Volksarmee unserer DDR durch den neuen Stahlhelm aus erstklassigem Material mit der überschrägen Form. Er wurde nach dem früheren deutschen Stahlhelm unter Berücksichtigung der neuesten Erfahrungen geschaffen und gewährleistet Beobachtungs- und Bewegungsfreiheit“.
Mit dem traditionellen Erscheinungsbild, das, wie Kritiker bemängelten, auch dem der Wehrmacht nahekam, galt es laut Willi Stoph und Walter Ulbricht den deutschen „Nationalcharakter“ der NVA zu betonen. Die NVA sollte sich in ihrem Aussehen bewusst von den „US-Söldnern“ der Bundeswehr abheben, deren Uniformen sich seit ihrer Gründung 1955 zunächst stark an das Erscheinungsbild der US-Truppen anglichen, was Stoph als „übergehängtes kapitalistisches Kostüm“ und „Preisgabe der patriotischen Ehre“ bezeichnete.
Dienstgradabzeichen
Die Ausführung der Dienstgradabzeichen war traditionell (nach Weisung Walter Ulbrichts: „… der Dienstgrad ist weiterhin ausschließlich anhand der Schulterstücken zu erkennen…“), jedoch mit einigen Modifikationen. So wurden die Armwinkel des Gefreiten und Stabsgefreiten durch ein bis zwei Quertressen auf den Achselklappen ersetzt. Der Tressenbesatz an Kragen und Achselklappen der Unteroffiziere und Unterfeldwebel blieben hingegen im Vergleich zum Letztgebrauch in der Wehrmacht ebenso unverändert wie die Sterndistinktionen für Feldwebel, Oberfeldwebel und Stabsfeldwebel. Die Schulterstücke der Offiziere stellten eine Kompromisslösung dar. Die Grundform aus Plattschnur oder Flechtwerk sowie die Gestalt der Rangsterne stimmten mit denen der Reichswehr überein. Die Anordnung der Rangsterne folgte jedoch dem Muster der Sowjetarmee – wie in allen anderen Warschauer Paktstaaten auch.
Mit der Einführung der sowjetischen Dienstgradstruktur für die Offiziere wurde auch der Dienstgrad des Unterleutnants wieder eingeführt (in Deutschland war die Bezeichnung Unterleutnant nach 1898 außer Gebrauch gekommen). Im Gegenzug entfiel der Rang des Generals der Waffengattung (General der Infanterie, Artillerie u. ä.), der bisher der nächsthöhere über dem Generalleutnant war. Auf diesen folgte nun unmittelbar der Generaloberst, gefolgt vom Armeegeneral.
Ebenfalls dem sowjetischen Muster folgte die Einführung der Dienstgradgruppe der Fähnriche 1974 (1979 erweitert um die Dienstgrade Oberfähnrich, Stabsfähnrich und Stabsoberfähnrich). Diese rangierten zwischen den Feldwebeln und den Offizieren. Ihre Dienstgradabzeichen bestanden aus einer auf das Grundtuch der Achselklappen aufgelegten Spange aus Silberplattschnur. Zur Unterscheidung dienten ein bis vier senkrecht übereinander angeordnete Rangsterne, die anfangs silbern, seit 1979 aber goldfarben waren. Als besondere Kennzeichnung trugen die Fähnriche auf dem linken Oberarm der Uniform ein Ärmelabzeichen. Anfangs waren auf diesem Sterne für jeweils vollendete fünf Dienstjahre abgebildet. Mit Einführung der Dienstgrade des Oberfähnrich und Stabsfähnrich entfielen diese. Die Fähnriche trugen Uniform und Ausrüstung der Offiziere, denen jedoch die zur Paradeuniform getragene silberne Feldbinde, der Ehrendolch und ab 1977 die Achselschnur vorbehalten blieb.
Die Schulterstücke der Leutnante und Hauptleute bestanden aus einfacher Silberplattschnur. Den Unterleutnant zeichnete ein Rangstern aus, den Leutnant zwei nebeneinander gesetzte Rangsterne, den Oberleutnant drei zum gleichmäßigen Dreieck formierte Rangsterne. Beim Hauptmann saß über der Dreiecksformation ein weiterer Rangstern.
Stabsoffiziere hatten silbern geflochtene Schulterstücke mit einem Rangstern für den Major, zwei Sternen für den Oberstleutnant, drei Sternen für den Oberst.
Bei den goldfarbigen Generalsabzeichen (bestehend aus zwei außenliegenden Goldschnüren und einer innen liegenden Silberschnur) für den Generalmajor, Generalleutnant, Generaloberst und Armeegeneral waren die Rangsterne senkrecht übereinander gesetzt. Die Generalssterne waren im Gegensatz zu den Sternen der unteren Dienstgradgruppen fünfeckig und hatten einen Durchmesser von 15 mm. Die Ernennung eines Marschalls der DDR wäre nur im Verteidigungsfall oder für besondere militärische Leistungen erfolgt. Sein Rangstern wäre ein fünfstrahliger Ordenstern mit Rubineinlage gewesen.
Der Militärmusikdienst trug nach alter preußischer Tradition an beiden Ärmelansätzen die charakteristischen Schwalbennester.

### Dienstlaufbahnabzeichen

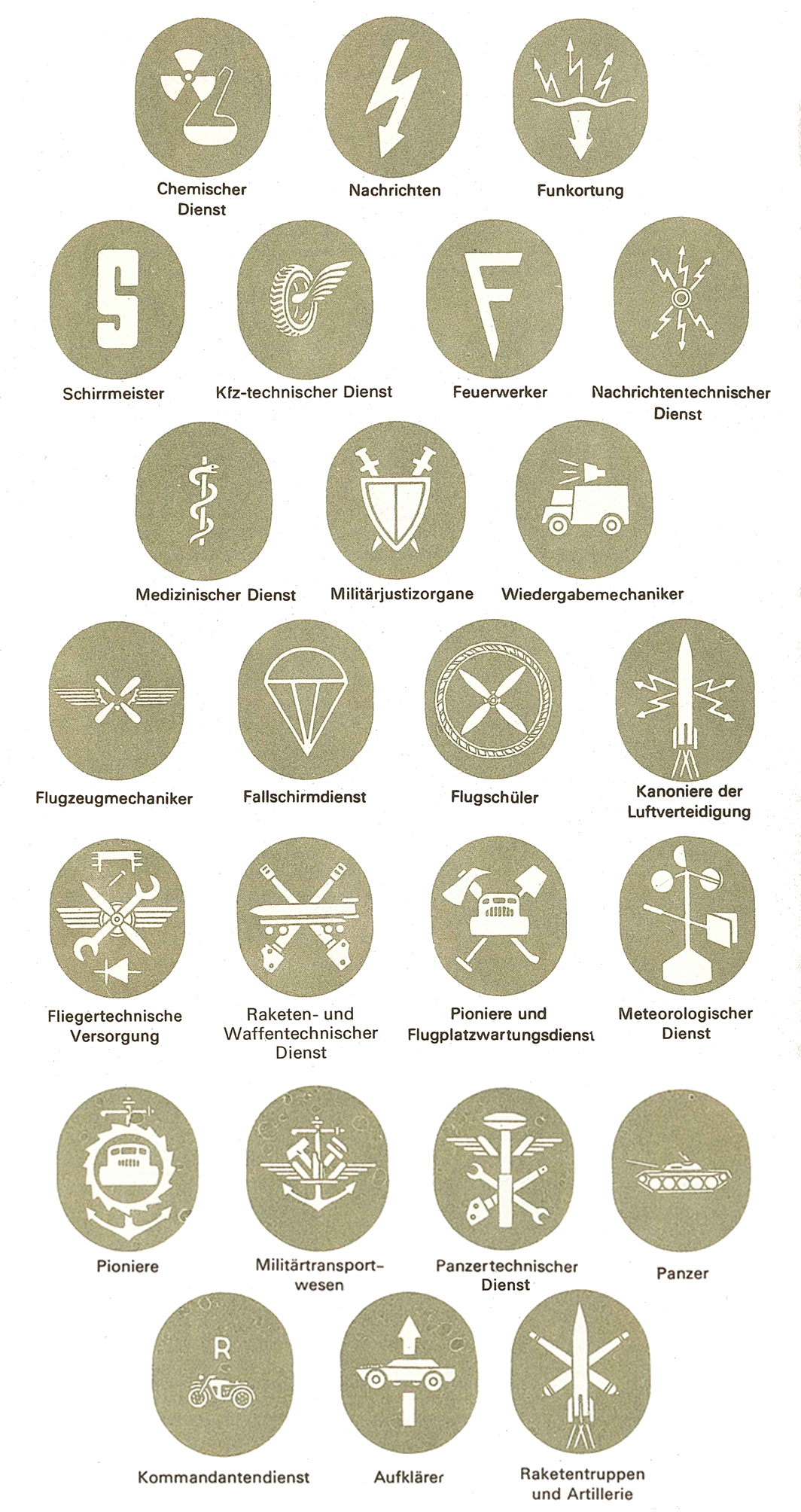
Übersicht der Dienstlaufbahnabzeichen der NVA

Angehörige der NVA, die im Rahmen ihrer Dienstzeit eine Spezialausbildung absolviert hatten oder aber alternativ einer Spezialeinheit angehörig waren und in dieser nicht deren Waffenfarbe trugen, waren berechtigt, ein Dienstlaufbahnabzeichen entsprechend ihrer Spezialausbildung an der Uniform zu tragen. Das Dienstlaufbahnabzeichen wurde dabei am linken Jackenärmel, 12 cm vom Ärmelsaum, angebracht. Die Trageberechtigung erstreckte sich allerdings nur auf die Dauer der Zugehörigkeit zur betreffenden Laufbahn. Ferner konnte jeweils nur ein Abzeichen getragen werden. Dieses musste dabei die derzeitige Hauptfunktion des Trägers widerspiegeln, auch wenn der Beliehene über die Qualifikation mehrerer Ausbildungen verfügte.
Waffenfarben
Die Waffenfarben wurde an der Unterlage der Schulterstücke und bis 1974/79 der Kantillenfüllung der Kragenspiegel sowie bei den Luftstreitkräften und den Grenztruppen an farbigen Biesen angezeigt. Die Landstreitkräfte waren seit 1961 einheitlich weiß paspeliert. Zuvor waren auch hier die Biesen in Waffenfarbe.
Die Waffenfarben wurden ursprünglich auch auf den Kragenspiegeln gezeigt. Später gab es nur noch Kragenspiegelvarianten für die Landstreitkräfte, die Luftstreitkräfte/Luftverteidigung, die Fallschirmjäger und die Grenztruppen.
Die Kragenspiegel zeigten bei allen Einheiten der Landstreitkräfte zwei schmale (Mannschaften) bzw. breite Balkentressen (Offiziere) aus Gespinst, später (bei Offizieren) auch aus Metall, die gegebenenfalls mit der jeweiligen Waffenfarbe ausgefüllt waren. Bis 1981 waren auch an den Ärmelaufschlägen jeweils zwei ähnlich gestaltete Ärmelpatten angebracht.
Die Kragenspiegel der LSK/LV sowie der Fallschirmjäger waren anders gestaltet: Erstere wiesen bei den Mannschaften eine einfache Schwinge auf blauem Tuch auf, bei den Offizieren war dieses Tuch mit einer silbernen Tresse umgeben und die Schwinge mit einem halben bzw. ganzen (Stabsoffiziere) offenen Eichenlaubkranz umgeben, bei den Fallschirmjägern war das Tuch orangerot. Abgebildet war eine Schwinge an einem geöffneten Fallschirm. Bei Fähnrichen und Offizieren war der Kragenspiegel mit einer silbernen Tresse umrankt.
Die Waffenfarben der einzelnen Waffengattungen waren:
- Blau: Volksmarine
- Dunkelgrün: Rückwärtige Dienste (Nachschub, Medizinischer Dienst)
- Gelb: Nachrichten
- Grau: Luftverteidigung
- Grün: Grenztruppen (inklusive Grenzbrigade Küste)
- Hellblau: Luftstreitkräfte
- Orange: Fallschirmjäger
- Rosa: Panzer
- Schwarz: Pioniertechn. Truppen, (Militärtransportwesen, technische Einheiten, Chemische Dienste)
- Violett: Zivilverteidigung
- Weiß: Motorisierte Schützen
- Ziegelrot: Artillerie (Raketentruppen/Artillerie, Raketen- und Waffentechnischer Dienst, Truppenluftabwehr)

Die Seestreitkräfte, ab 1960 mit dem Namen Volksmarine, verwendeten seit ihrer Gründung Uniformen, die an die der ehemaligen deutschen Kriegsmarine angelehnt waren, nämlich aus dunkelblauem Tuch mit goldener Doppelknopfreihe, ohne Kragenspiegel, die Waffenfarbe war ebenfalls dunkelblau. Eine Ausnahme bildeten die Marineflieger, denn diese hatten hellblaue Kragenspiegel und hellblau paspelierte Schulterstücke auf dem dunkelblauen Marineuniformrock.
Die Grenztruppen trugen seit der Zeit ihrer Zugehörigkeit zur NVA Uniformen, die denen der NVA entsprachen. Der Mützenbund und die Biesen der Uniform waren entsprechend der Waffenfarbe grün gehalten. Entsprechend gestalteten sich Biesen und Mützenbund der Angehörigen der Luftstreitkräfte in blau.
Es gab auch einzigartige Kombinationen aus Uniformteilen, so zum Beispiel bei den Fliegern der Grenzbrigade Küste: diese hatten auf den herkömmlichen Marineuniformen hellgrüne Kragenspiegel mit den Insignien der Luftstreitkräfte.

### Computertechnik

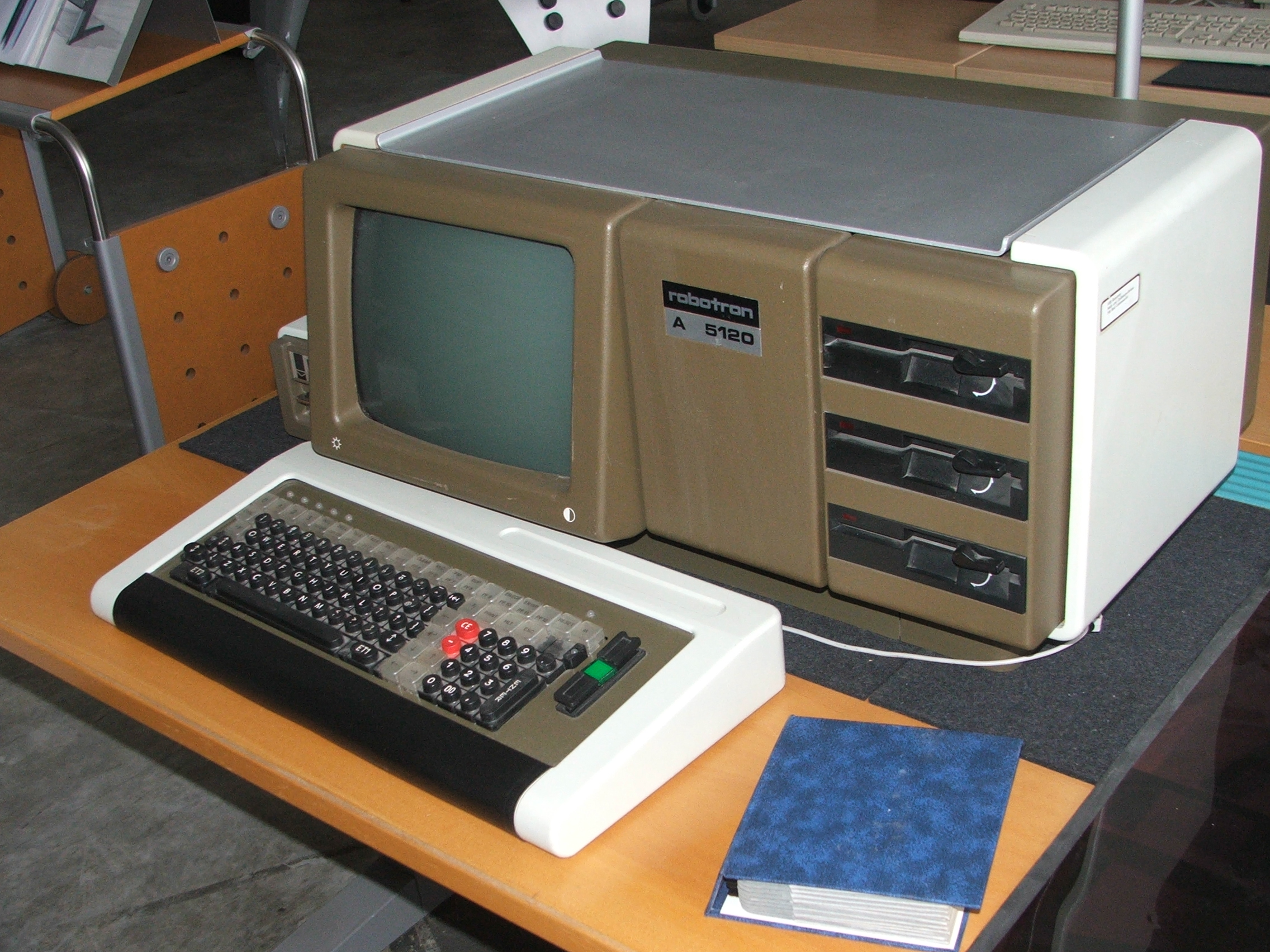
Ein Robotron A 5120, wie er z. B. in der Verwaltung zum Einsatz kam

Moderne EDV wie Computer, die dazu nötige Software usw. hielten erst ab Mitte der 1980er-Jahre größeren – wenn auch zögerlichen – Einzug. Meist waren diese in ESER-Rechenzentren oder der Verwaltung anzufinden. Beispielsweise wurden Bürocomputer wie der PC 1715 oder A 5120 verwendet. Ein spezieller Rechner war DORAM (Diskettenorientiertes Rationalisierungsmittel) oder der Ballistik-Computer UBM. Für die Aus- und Weiterbildung wurden auch Kleincomputer wie der KC 85 und KC 87 verwendet.

## Feindbild
Für die Staats- und Militärführung der DDR war der westliche Imperialismus, der „gesetzmäßig“ für aggressiv und friedensunfähig gehalten wurde, die Hauptgefahr für Frieden und Sozialismus. Als besonders aggressiv wurden die USA und die Bundesrepublik Deutschland eingeschätzt, wobei die Bundesrepublik Deutschland als „militaristisch-klerikale Diktatur der reaktionärsten Kreise des deutschen Imperialismus“ und deren Streitkräfte als „westdeutsche Söldner im Dienste des US-Imperialismus“ diffamiert wurden. Im Buch „Vom Sinn des Soldatseins“ im Kapitel „Vom Klassenfeind“ wurden als Feinde konkret die „Herren der Monopole und Banken“, die NATO-Generäle und die „antikommunistisch verhetzten und für den Aggressionskrieg gedrillten Söldner des Imperialismus, die keine Sekunde zögern würden, auf Sie zu schießen, sobald es befohlen wird“ genannt. Auch der „ideologischen Diversion“ des Feindes wurde der Kampf angesagt. Die Vermittlung des Feindbildes erfolgte im Rahmen der „politisch-ideologischen Arbeit“. Dazu gab es eine monatliche zweitägige Politschulung, die „Tägliche politische Information“, die „Aktuell-politische Wocheninformation“ sowie den monatlichen „Zirkel junger Sozialisten“ der FDJ. Von der Politischen Hauptverwaltung der NVA wurde dazu das Politschulungsmaterial „Wissen und Kämpfen“, kurz „WuK“ genannt, herausgegeben.

## Sozialistische Waffenbrüderschaft
Die Waffenbrüderschaft mit der Sowjetarmee und den Armeen des Warschauer Vertrages war in der Verfassung der DDR verankert. Auch im Fahneneid wurden die Soldaten zur Waffenbrüderschaft verpflichtet. Sie wurde definiert als „feste Kampfgemeinschaft der Soldaten verschiedener Armeen“, die nur im Kampf für gerechte Ziele möglich sei, und ihre höchste Stufe im Bündnis von sozialistischen Armeen erreiche. Die Waffenbrüderschaft basiere dabei auf der gemeinsamen Klassenzugehörigkeit von Soldat und Offizier, auf einer einheitlichen Militärpolitik der kommunistischen Parteien und der einheitlichen Führung durch ein gemeinsames Oberkommando. Es gehörte zum festen Ritual der führenden Politiker und Militärs der DDR in ihren Reden und Schriften mindestens einmal die „unverbrüchliche Waffenbrüderschaft“ und die Freundschaft zur Sowjetarmee und den anderen Bruderarmeen zu beschwören. Zur Untermauerung fanden zahlreiche organisierte Kontakte vor allem in Form von gegenseitigen Besuchen, Freundschaftstreffen und Kulturauftritten statt. Typischerweise fuhr die Delegation einer NVA-Einheit, bestehend aus einigen Offizieren mit ihren Ehefrauen und einer Gruppe von Soldaten und Unteroffizieren, in eine sowjetische Kaserne. Dort fand eine Festveranstaltung mit Kulturprogramm statt, und es wurden Grußadressen, Gastgeschenke und Blumen ausgetauscht. Es folgten ein Essen und danach Sportwettkämpfe. Die Offiziere nahmen an einem Bankett teil, das nicht selten in einem ausgiebigen Trinkgelage endete. Jedes Jahr fand zwischen dem 23. Februar und dem 1. März die „Woche der Waffenbrüderschaft“ statt, bei der Großveranstaltungen stattfanden, an denen die Bevölkerung teilnahm. Zwar wurde nach Rüdiger Wenzke die Waffenbrüderschaft aus politisch-ideologischen Gründen völlig überhöht und überzeichnet, dennoch gab es eine praktische Waffenbrüderschaft, die für die NVA lebenswichtig war. Jede NVA-Einheit bekam eine sowjetische Einheit als Paten zugeteilt. Es gab gemeinsame Ausbildungsvorhaben, Leistungsvergleiche, die Neuerertätigkeit, politische und militärischen Erfahrungsaustausch, z. B. bei der Einführung neuer Technik, gemeinsame Durchführung von Elementen der Gefechtsausbildung und gemeinsame Lehrvorführungen. 1957 stand dabei erstmalig nach dem Krieg wieder eine deutsche Division einer sowjetischen Division unmittelbar auf dem Feld gegenüber, allerdings als Übungsgegner. Eine besondere Seite bildete die gegenseitige Hilfe bei Havarien, fehlenden Ersatzteilen und anderen Problemen. Die zahlreichen positiven Beispiele der Zusammenarbeit konnten jedoch nicht vielfältige Probleme hinter der offiziellen Fassade verbergen, so war das Verhalten von sowjetischen Generälen und Offizieren nicht selten von Zurückhaltung, Überheblichkeit, Launenhaftigkeit und einer unterschwellig vorhandenen Siegermentalität geprägt. Die Jugoslawische Volksarmee, die Revolutionären Streitkräfte Kubas, die Mongolische Revolutionäre Volksarmee, die Koreanische Volksarmee und die Vietnamesische Volksarmee galten ebenfalls als Waffenbrüder der NVA.
Ab 1979 wurde die sowjetische Medaille „Für die Festigung der Waffenbrüderschaft“ verliehen. Mit »Waffenbrüderschaft 70« und Waffenbrüderschaft 80 trugen zwei Großmanöver den Namen Waffenbrüderschaft.

## Militärische Tradition

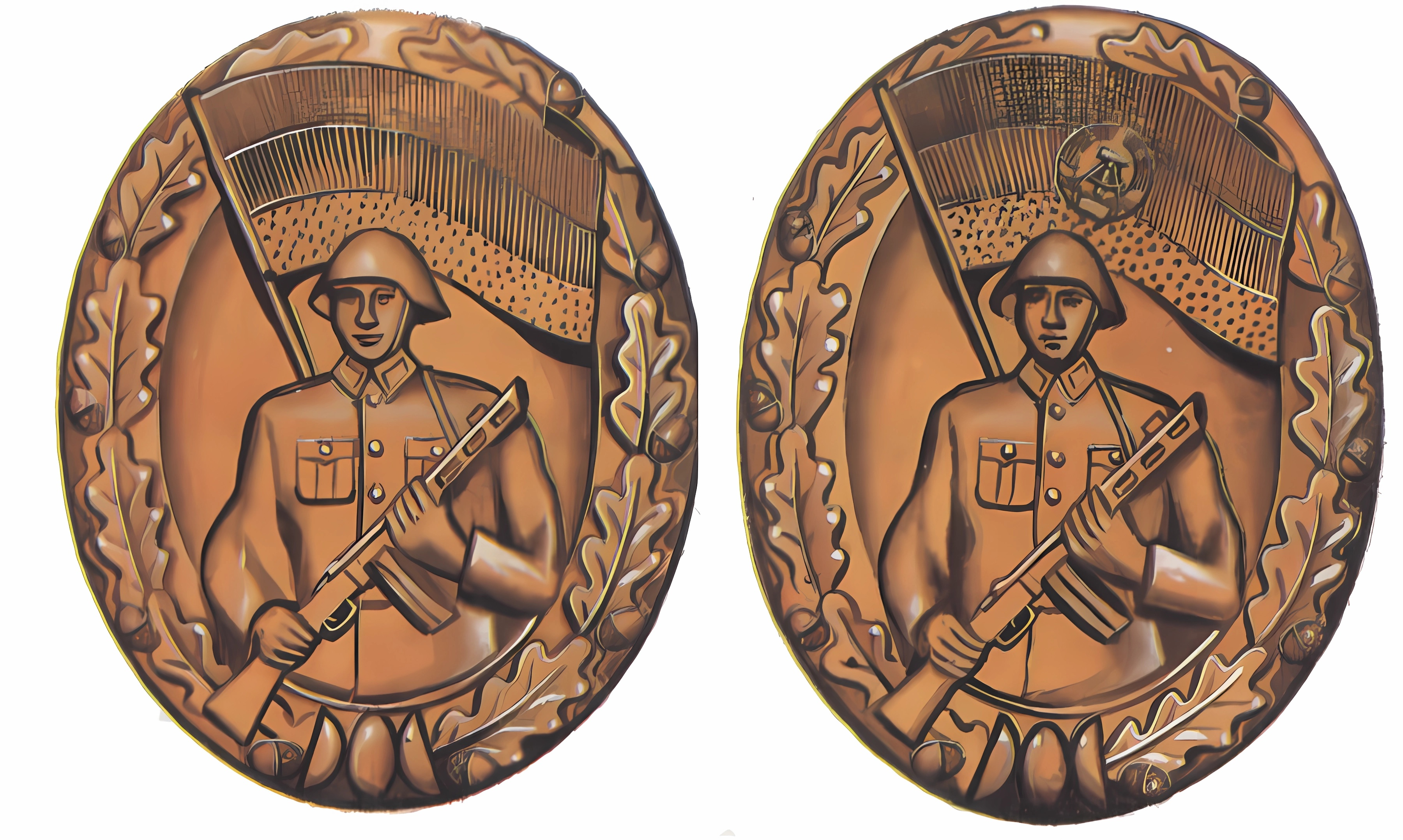
Leistungsabzeichen der Nationalen Volksarmee 1956–1959 (links), 1959–1989 (rechts)

Die NVA sah ihre militärischen Vorbilder in den Kämpfern der Bauernkriege 1524/1525, der anti-napoleonischen Befreiungskriege 1813 und der Revolutionen von 1848 und 1918 mit dem Kieler Matrosenaufstand. Ferner dienten die Rote Ruhrarmee, die Internationalen Brigaden im Spanischen Bürgerkrieg 1936 und das Nationalkomitee Freies Deutschland als Vorbilder.
Es gab unter den knapp 300 „Ehrennamen“ von Truppenteilen und Kasernen der NVA und Grenztruppen keine Namen von Kriegshelden der Wehrmacht oder älterer deutscher Armeen. Die formale Ablehnung der Wehrmacht, die stets mit dem Beiwort „faschistisch“ benannt wurde, ging so weit, dass sich selbst sowjetische Lehroffiziere an der Generalstabsakademie der UdSSR wunderten, warum die NVA-Offiziere die bekannten Schriften der Generäle Erwin Rommel und Heinz Guderian nicht gelesen hatten.
Die preußische Tradition wurde in Form des Großen Zapfenstreichs und im Beibehalt des Stechschritts (modifiziert als „Exerzierschritt“) gepflegt. Der Yorcksche Marsch war zudem der Ehrenmarsch der NVA.
An preußischen Militärs der Befreiungskriege waren auch einige Orden und Ehrenzeichen der NVA orientiert, so der Blücher-Orden und der Scharnhorst-Orden.
Gerade für die Seestreitkräfte (ab 1960 Volksmarine) erwies sich die Konzentration auf den Kieler Matrosenaufstand von 1918 und die Volksmarinedivision als alleinigen Grundstock des offiziellen militärischen Marinebrauchtums allerdings als wenig förderlich für ein selbstbewusstes Verständnis, darüber hinausgehende Versuche, auch andere Szenen der deutschen Marinegeschichte oder Einzelschicksale deutscher Seesoldaten dafür in Beschlag zu nehmen, wurden von der politischen Führung stets als „politisch nicht opportun“ zurückgewiesen.
Jährlich am 1. März wurde ab 1957 in der DDR der Tag der Nationalen Volksarmee begangen.

## Ehrung der NVA zum 20. und 30. Jahrestag
Zum 20.Jahrestag der NVA wurde 1976 eine 10-Markmünze herausgegeben.

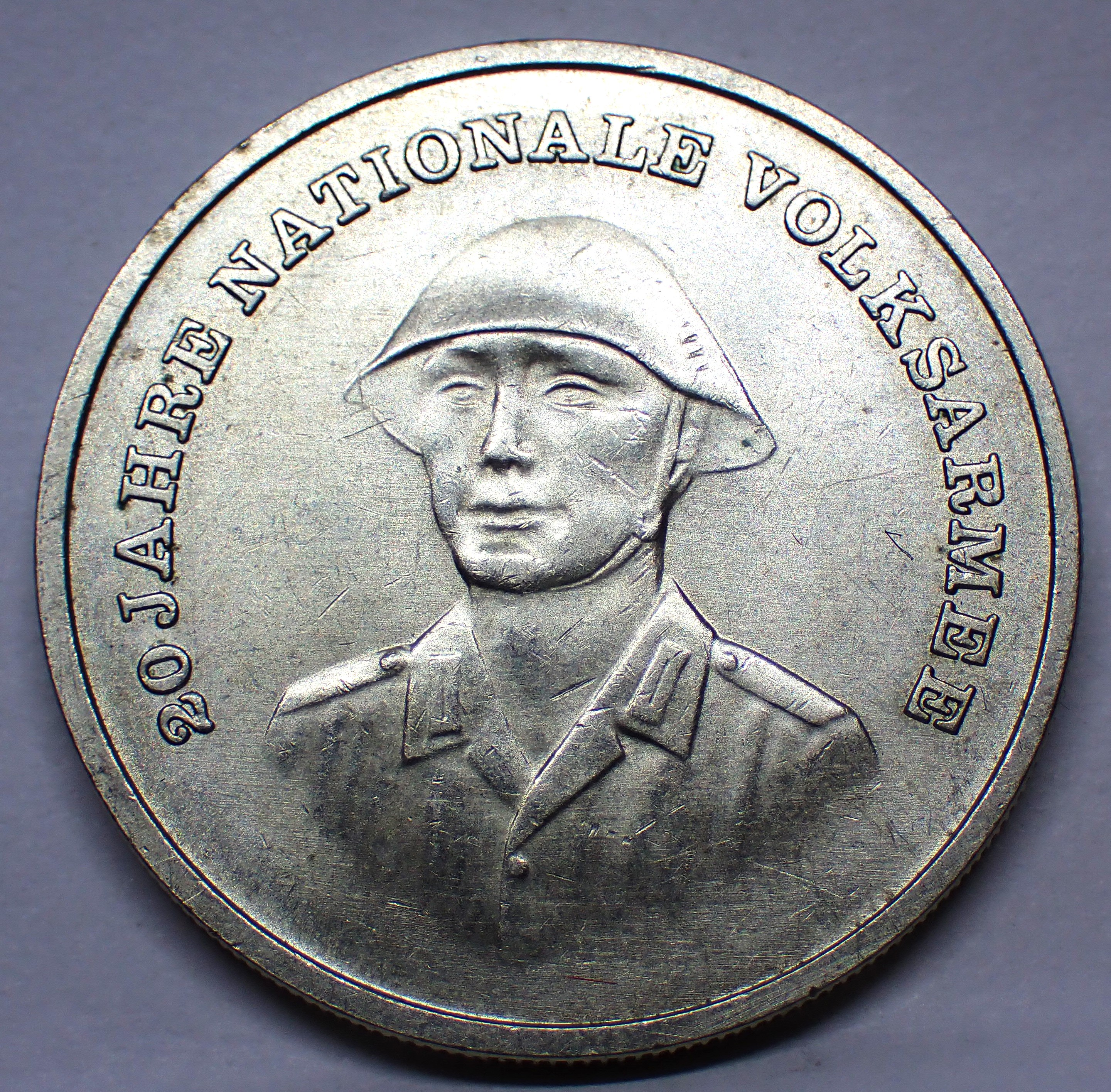
10 Markmünze der DDR anlässlich 20. Jahrestag der NVA, AKS 67, Avers

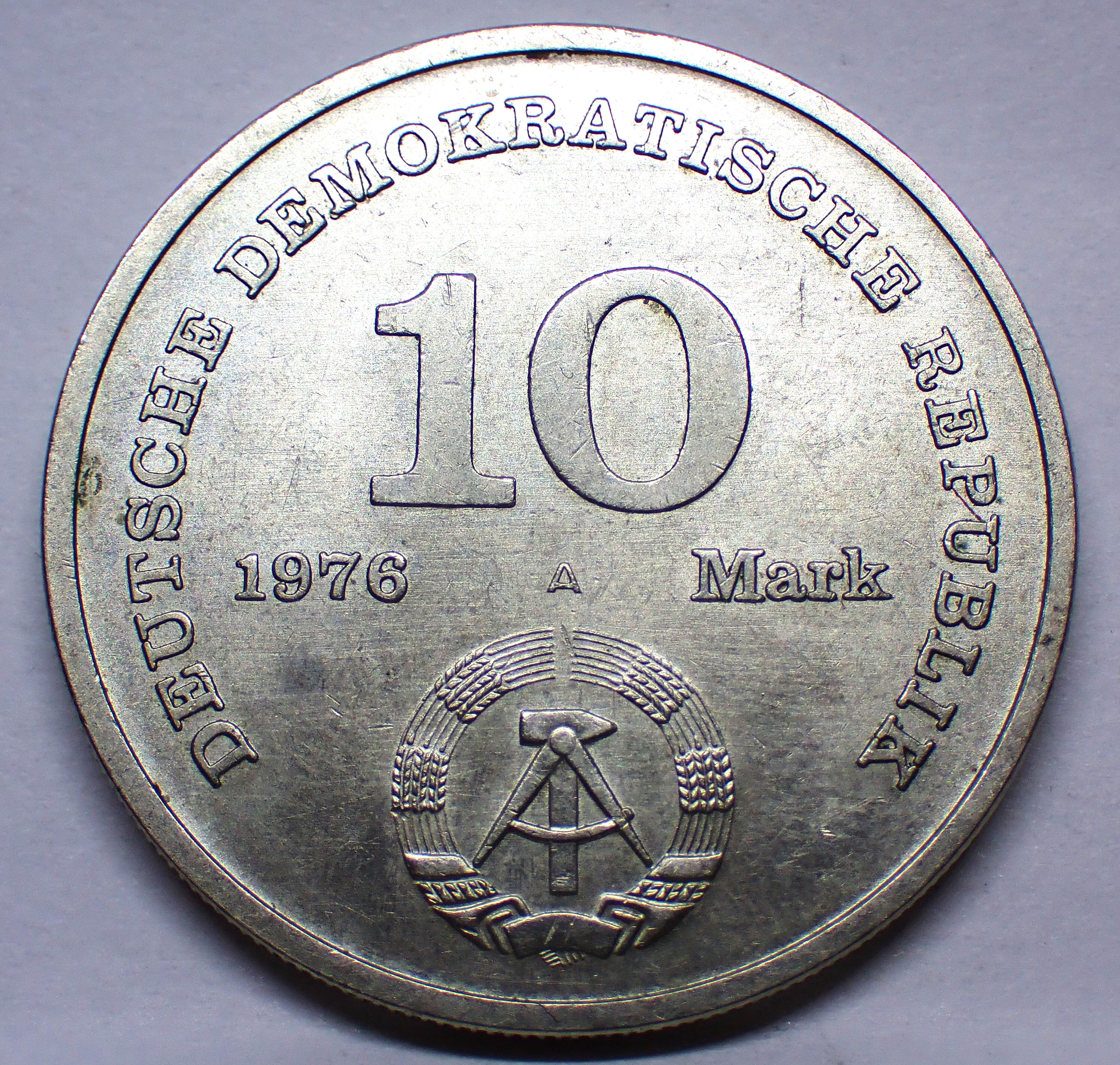
10 Markmünze der DDR anlässlich 20. Jahrestag der NVA, AKS 67, Revers

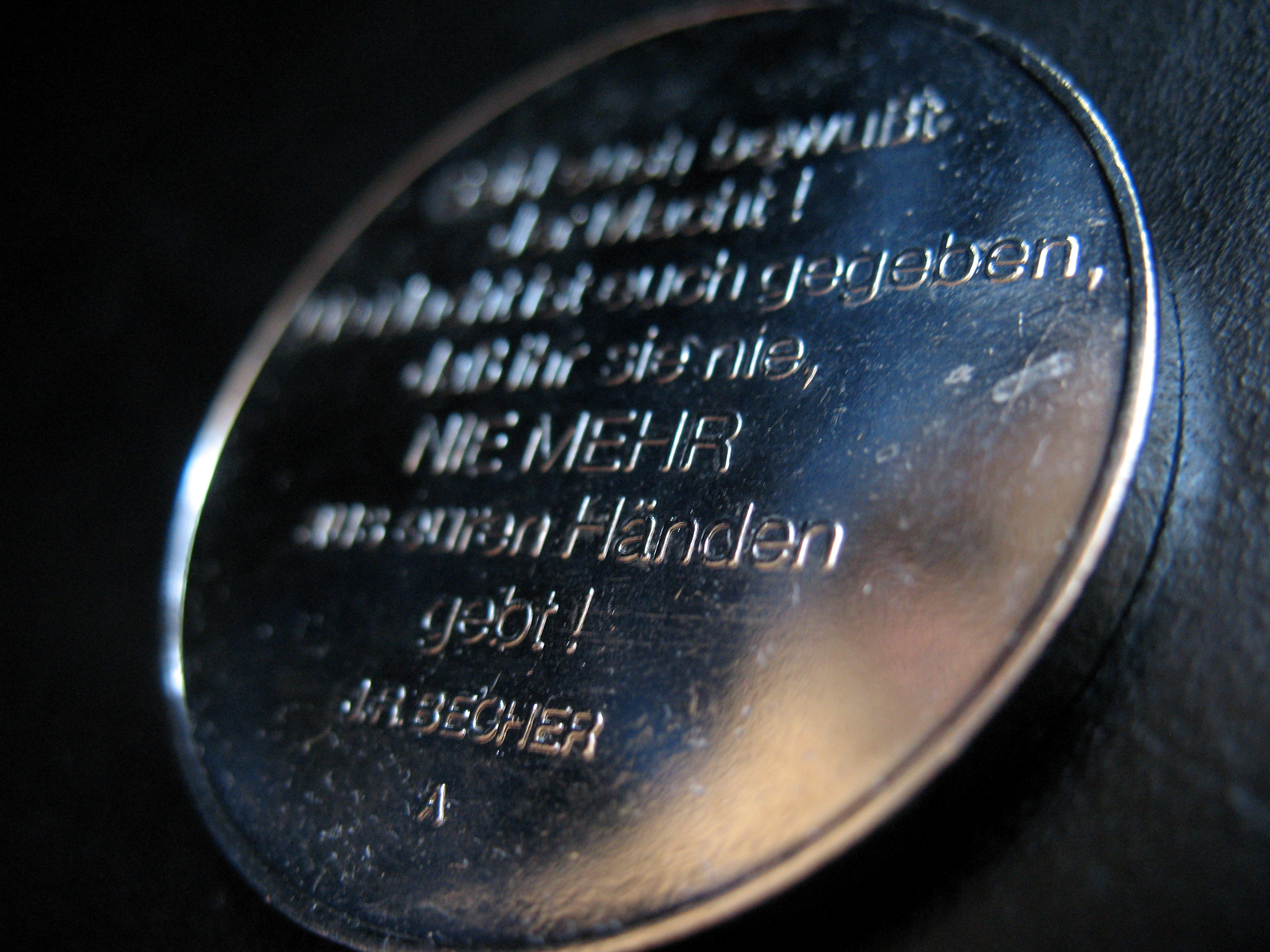
Erinnerungs-Ehrenmedaille 30 Jahre NVA 1956–1986 – Dem 1 Regiment

Zum 30. Jahrestag der NVA wurde 1986 eine Ehren-Erinnerungsmedaille geschaffen und verliehen. Auf der Frontseite ist die militärische Zeremonie – „Übergabe der NVA-Truppenfahne“- zu sehen. Der Textumlauf, „1956 – 1986 – 30 Jahre NVA – Dem 1 Regiment“, kreist die Abbildung ein. Auf der Rückseite ist ein Zitat von J.R. Becher eingeprägt: „Seid euch bewußt der Macht! Die Macht ist euch gegeben, daß ihr sie nie, NIE MEHR aus euren Händen gebt!“ In der Kaserne Prora auf der Insel Rügen kam es unter den Bausoldaten zu Verweigerungen, die Münze entgegenzunehmen.

## Traditionsverbände
Der Verband der Berufssoldaten der Nationalen Volksarmee wurde im Januar 1990 gegründet und vor der Wiedervereinigung im September 1990 aufgelöst
Der Traditionsverband Nationale Volksarmee e. V. wurde ursprünglich im Dezember 2008 gegründet. Im März 2011, am 55. Jahrestag der NVA, trafen sich rund 100 ehemalige Angehörige der NVA, einige in ihren ausgemusterten Uniformen, in der Cafeteria des städtischen Tierparks Friedrichsfelde. Der frühere DDR-Verteidigungsminister Heinz Keßler hielt eine Rede. Die Geschäftsleitung des Tierparks mahnte den Cafeteria-Betreiber ab und distanzierte sich von der Feier „Aus Leitbild und Satzung von Zoo und Tierpark ergebe sich klar, dass die Systemträger einer Diktatur hier keinen Platz für ihre Veranstaltungen bekommen dürften“. Die Union der Opferverbände Kommunistischer Gewaltherrschaft und mehrere Landespolitiker kritisierten die Veranstaltung. Eine ähnliche Veranstaltung im Mai 2013 bezeichnete der Bezirksbürgermeister von Treptow-Köpenick, Oliver Igel, als „schändlich“. Dem Andenken der sowjetischen Soldaten werde geschadet. „NVA und Stasi haben uns nicht von den Nazis befreit.“
In den Folgejahren entwickelten sich Diskrepanzen zwischen den Mitgliedern und Teilen des Präsidiums. Im Januar 2013 fand in Berlin eine von circa 200 Mitgliedern dieses Verbands geforderte außerordentliche Mitgliederversammlung gegen den Widerstand einer Präsidiumsmehrheit statt. Die erschienenen 118 Mitglieder aus allen Landesteilen entschlossen sich, dem Präsidium und bisherigem Verband den Rücken zu kehren und eine eigene neue Interessenvertretung neben diesem Verband zu gründen.
Dem Verband wird eine Nähe zum russischen Militär, der russischen Botschaft und russischen Narrativen im Zusammenhang mit dem Überfall auf die Ukraine zugeschrieben.
Die am 26. Januar 2013 in Berlin Versammelten führten, nach der Aufkündigung der Zugehörigkeit, die Gründungsversammlung durch, verabschiedeten die Satzung für den Verband zur Pflege der Traditionen der Nationalen Volksarmee und der Grenztruppen der DDR e. V. (vtnvagt).
Der Verband wurde am 9. August 2013 unter VR 6066 in das Vereinsregister beim Amtsgericht Frankfurt (Oder) eingetragen.
Vorsitzende des Vorstands:
- 2013–2017 Theodor Hoffmann († 1. November 2018)
- 2017–2018 Manfred Grätz
- seit 2018 Friedemann Munkel

Auch diesem Verband wird eine Nähe zum russischen Militär und russischen Narrativen im Zusammenhang mit dem Überfall auf die Ukraine zugeschrieben.

## Filmstudio der Nationalen Volksarmee
Zwischen 1960 und 1991 entstanden im Armeefilmstudio und späteren Filmstudio der Nationalen Volksarmee vor allem Ausbildungs- und Propagandafilme, aber auch Dokumentationen und Filmmagazine. Die ca. 1500 Produktionen sind über die Archivplattform Progress Film zugänglich und lizenzierbar.

## Publikationen (Auswahl)
- Autorenkollektiv, Lektor Peter Dempewolf: Handbuch für waffentechnische Unteroffiziere. Deutscher Militärverlag, Berlin 1967.
- Verantwortlicher Lektor Manfred Ritter: Handbuch für Schirrmeister Ch und Instrukteure Ch. Militärverlag der DDR, Berlin 1986.
- Lektor Marlene Wilhelm: Handbuch Militärisches Grundwissen. Militärverlag der DDR, Berlin 1985.
- Lektor Marlene Wilhelm: Karten- und Geländekunde. Militärverlag der DDR, Berlin 1980.
- Publikationsreihe Militärtechnische Hefte
- Militärwesen, monatliche militärtheoretische Zeitschrift
- Volksarmee, wöchentlich erscheinende Zeitung
- Taschenkalender der Nationalen Volksarmee
- ar, monatlich erscheinendes Soldatenmagazin Armeerundschau

## Filme
- Im Sonderauftrag (DDR 1959, Regie: Heinz Thiel).
- Schritt für Schritt (DDR 1960, Regie: János Veiczi), Spielfilm nach der Erzählung von Karl-Heinz Räppel Hanne, die Jawa und ich. Berlin (Verlag des Ministeriums für Nationale Verteidigung) 1957. Mit Wolfgang Hübner als Soldat „Hanne“ und Harry Hindemith als Oberstleutnant Bremer.
- Julia lebt (DDR 1963, Regie: Frank Vogel, mit Erik S. Klein als Oberleutnant).
- Leute mit Flügeln (DDR 1960, Regie: Konrad Wolf), mit Hilmar Thate als Leutnant der Luftstreitkräfte der NVA „Henne“ Bartuschek.
- Der Reserveheld (DDR 1965, Regie: Wolfgang Luderer, mit Rolf Herricht als Reservist Ralf Horricht, Gerhard Rachold als Hauptmann Hottas und Günther Simon als Oberst).
- Geschichten jener Nacht (DDR 1967), 4. Episode Der große und der kleine Willi, Regie: Gerhard Klein, mit einem namentlich nicht aufgeführten Darsteller, eventuell NVA-Mitglied, als Kommandant eines T-34 der NVA.
- Anflug Alpha 1 (DDR 1970, Regie: János Veiczi)
- Hart am Wind (DDR 1970, Regie: Heinz Thiel, mit Hans-Peter Minetti als Kapitän zur See Baumert und Winfried Glatzeder als Matrose)
- Der Panzerkommandant (TV-DDR 1970, Regie: Ursula Schmenger, mit Klaus-Peter Thiele als Unteroffizier Jacob Tessen)
- Ein Katzensprung (DDR 1977, Regie: Claus Dobberke), mit Walter Plathe als Leutnant Riedel.
- Härtetest (TV-DDR 1978, Regie: Hubert Hoelzke, Szenarium: Wolfgang Held (Schriftsteller, 1930)), nach dem gleichnamigen Roman von Wolfgang Held (Berlin 1978). Mit Giso Weißbach als Oberleutnant Winter.
- Flieger (TV-DDR 1983, Regie: Fritz Bornemann). Mit Bodo Wolf als Major Klaus Kornhold.
- NVA 18 Monate Panzerjäger Klietz (DDR-Film 1985).
- Offiziere (TV-DDR 1986, Regie: Hans Werner).
- Hannes (TV-DDR 1988, Regie: Hans Joachim Hildebrandt, mit Jürgen Trott als Smutje der Volksmarine)
- Drei Stern Rot von Holger Jancke (2001) ist ein tragikomödiantischer Film über die Grenztruppen der NVA.
- NVA (2005) behandelt das Leben in der Nationalen Volksarmee in einer Filmkomödie und hat auch biographische Erlebnisse von Regisseur Leander Haußmann und Drehbuchautor Thomas Brussig als Grundlage.
- Die vergessene Armee (2017). Ein Dokumentarfilm von Signe Astrup über die „vergessene“ Armee der ehemaligen DDR. Im Film geht es hauptsächlich um ehemalige NVA-Soldaten und wie sie einen Platz in der heutigen Gesellschaft gefunden haben.[97]
- Das Ende der NVA. Wie die Bundeswehr die DDR-Volksarmee übernahm (2020). Ein Dokumentarfilm von Michael Erler.[98][99]
- Der Turm (2012), zweiteiliger Spielfilm, im zweiten Teil leistet ein angehender Medizinstudent, verkörpert von Schauspieler Sebastian Urzendowsky, im Jahre 1983 seinen konfliktreichen Wehrdienst in der Nationalen Volksarmee ab.